# Arthropodes
Arthropoda
Embranchement
Sous-embranchements de rang inférieur
- Chelicerata (dont les arachnides)
- clade Mandibulata:
  - Myriapoda (les mille-pattes)
  - clade Pancrustacea :
    - Crustacea* (les crustacés)
    - Hexapoda (dont les insectes)
- † Trilobitomorpha (les trilobites)

Classification phylogénétique
Les Arthropodes (Arthropoda), du grec arthron « articulation » et podos « pied », aussi appelés « articulés », sont un embranchement d'animaux protostomiens qui serait apparu il y a 543 Ma. Leur plan d'organisation est caractérisé par un corps segmenté en métamères hétéronomes munis chacun d'une ou plusieurs paires d'appendices articulés et recouverts d'une cuticule ou d'une carapace rigide. Celle-ci constitue leur exosquelette, dans la plupart des cas constitué de chitine. Ils doivent muer pour grandir en taille (mue de croissance), acquérir de nouveaux organes ou changer de forme (mue de métamorphose). Le changement périodique de squelette externe produit des exuvies.
L'embranchement des arthropodes est de très loin celui qui comprend le plus d'espèces et le plus d'individus dans le règne animal et des eucaryotes (80 % des espèces connues, tels les myriapodes, crustacés, arachnides, insectes, etc.). On connaît plus d'un million et demi d'espèces actuelles d'arthropodes qui présentent des modes de vie (guildes écologiques) très variés. Les membres de ce taxon sont aussi extrêmement nombreux : ils sont principalement représentés par les insectes dont 1019 (10 milliards de milliards) d'individus seraient vivants en même temps à un instant donné selon des estimations. Les arthropodes forment un groupe cosmopolite qui s'est adapté dans des environnements naturels (déserts, forêts, abysses, montagnes, etc.) ou d'origine anthropique (habitations, puits de pétrole, etc.) et sont parmi les premiers animaux à avoir colonisé le milieu terrestre.
Les microarthropodes (arthropodes de la microfaune) sont les plus petits d'entre eux, de taille inférieure à 0,2 mm. Bien que discrets, ceux d'entre eux qui sont des décomposeurs jouent un rôle essentiel dans les réseaux trophiques en assurant le recyclage de la nécromasse, notamment dans le sol où avec les champignons décomposeurs, ils contribuent à produire l'humus.
Depuis 2008, la population d'arthropodes semble diminuer considérablement : selon une étude, publiée en 2019 dans la revue Nature, effectuée par une vingtaine de chercheurs appartenant à une dizaine d’institutions scientifiques d'Allemagne, de Suisse et d'Autriche – ils ont analysé l'évolution des captures d'arthropodes sur 300 sites (prairies et forêts) entre 2008 et 2017 dans trois régions allemandes, la biomasse d’arthropodes a ainsi chuté de 67 % dans les prairies et de 41 % dans les forêts au cours de cette décennie. Sur des périodes encore plus longues, une étude hollandaise évoque une baisse de 75 % de la biomasse des insectes volants de 1992 à 2019. Des scientifiques américains observent une baisse de 83 % de l'abondance des coléoptères de 1979 à 2019 dans une forêt du New Hampshire. En France, Vincent Bretagnolle, écologue au laboratoire du centre d'études biologiques de Chizé (CEBC) a aussi des résultats sur les insectes « Concernant les carabes [des coléoptères], par exemple, nous observons une diminution de 85 % de la biomasse en 25 ans »,.
L'arthropodologie est une branche de la biologie consacrée à l'étude des arthropodes.

## Morphologie

### Caractéristiques générales
Les arthropodes sont annelés et métamérisés comme certains vers et sont pourvus d'appendices articulés. Les articulations sont rendues nécessaires par la présence de chitine, matière coriace, à la surface de la peau. Les appendices articulés s'adaptent aux plus diverses fonctions.
La cavité générale est réduite à un ensemble de lacunes où circule l'hémolymphe.
Le système nerveux est ganglionnaire.
Au cours du développement se produisent des mues, et très souvent des métamorphoses.
- Appendices joints (1)

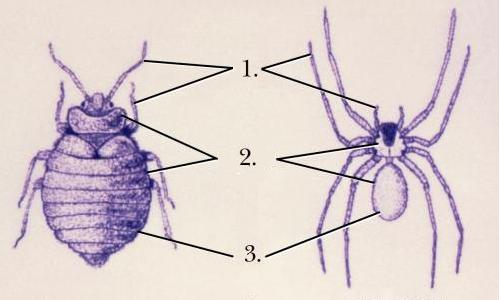
Comparaison de l'anatomie d'une punaise (insecte) et d'une araignée (arachnide).

  - Il existe des appendices uniramés (3 épipodites + x ? endopodite) et biramés (2 épipodites + 1 exopodite + x ? endopodites).
- Corps segmenté (2)
  - Une des caractéristiques des arthropodes est que leurs corps est métamérisé, (ce sont des cœlomés).
- Squelette externe (3)
  - Les arthropodes possèdent un exosquelette, ce sont en effet des cuticulés dont la cuticule est segmentée en 3 types de segments : tergites (face dorsale), pleurites (face latérale où s'insèrent les appendices) et sternites (face ventrale). Cet exosquelette est rigidifié par sclérotinisation (réseau protéique constitué d'une association de sclérotine et de chitine chez les insectes) ou calcification (formation dans l'exocuticule des crustacés de carbonates de calcium et de magnésium par biominéralisation de sels de calcium et de magnésium puisés dans l'eau de mer et transférés dans le milieu intérieur par la surface branchiale)[6]
- Sensilles

### Caractères dus à la chitine
La chitine (du grec χιτών / khitṓn, « tunique ») est un polysaccharide azoté sécrétée par l'ectoderme. D'abord mince et flexible, elle s'épaissit en une carapace résistante, qui revêt non seulement l'extérieur du corps, mais aussi les parties antérieures et postérieures du tube digestif.
On considère la chitine comme le caractère des arthropodes dominant auquel sont subordonnés les caractères suivants :
- membranes articulaires. Si une carapace d'une seule pièce est admissible chez les Némathelminthes, animaux parasites et peu mobiles, elle est inconciliable avec la mobilité des arthropodes. Aussi est-elle interrompue, à la limite des anneaux successifs, par des membranes articulaires flexibles ;
- appendices articulés. De même, les appendices, sous peine d'être des baguettes rigides et sans fonction, doivent être formés de segments articulés. De là vient le nom des arthropodes (du grec arthron, articulation, et podos, pied) ;
- absence de cils vibratiles ;
- muscles spécialisés. Des muscles qui uniraient un point à un autre d'un même segment rigide ne serviraient à rien. Il n'y a donc pas, chez les arthropodes, une couche musculaire continue comme chez les vers, mais des muscles spécialisés et individualisés ;
- mue des arthropodes. L'accroissement du corps est gêné par la carapace. Les arthropodes doivent donc la rejeter de temps en temps. C'est le phénomène des mues. À chaque mue, les tissus comprimés se dilatent, et l'ectoderme secrète une nouvelle chitine. Il en résulte que la croissance est discontinue, au lieu d'être continue comme chez les autres espèces d'animaux.

### Appendices
Conséquence de la présence d'une cuticule rigide et inextensible (l'exosquelette), les arthropodes sont pourvus d'appendices segmentaires articulés : chaque métamère (appelé aussi segment) est relié à ses voisins par des membranes articulaires et porte fondamentalement un nombre pair d'appendices articulés aux fonctions variées (antennes, pièces buccales, pattes locomotrices, nageuses ou marcheuses…). La tagmatisation induit la présence, l'absence ou la réduction de ces appendices. Ils ne sont pas souples comme les parapodes des annélides, mais composés de plusieurs articles durs (articles appelés aussi segments, à ne pas confondre avec les métamères), liés entre eux par des membranes articulaires flexibles qui permettent les mouvements.
Les appendices se composent typiquement d'une base, ou protopodite, formée de deux segments qui portent chacun deux segments latéraux.
- Sur le segment proximal s'insèrent une gnathobase masticatrice du côté interne, et un épipodite respiratoire du côté externe.
- Sur le segment distal s'insèrent un endopodite sur le côté interne, et un exopodite sur le côté externe.

Ces diverses parties ne restent simples que chez les crustacés inférieurs. Chez tous les autres arthropodes, elles se complexifient et s'adaptent à diverses fonctions. Il en résulte des appendices sensoriels (antennules, antennes), masticateurs (mandibules, maxillule, maxille, certains maxillipèdes (ou pattes-mâchoires), certains pédipalpes), préhenseurs (certains maxillipèdes, certains pédipalpes, pinces), locomoteurs (pattes à partir des 5 premières paires d'appendices, nageoires à partir des paires 11 jusqu'aux paires 16), reproducteurs (organes d'accouplement) à partir de la 11e paire d'appendices chez le mâle, etc.
Par contre, les ailes ne sont pas des appendices d'un point de vue morphologique puisqu'elles ne disposent pas de ces deux segments.

### Appareil circulatoire
L'appareil circulatoire est un ensemble de lacunes. Il n'y a ni capillaires, ni veines. Les artères sont elles-mêmes réduites. Les vésicules célomiques métamérisées ont fusionné avec le blastocèle embryonnaire (par disparition des dissépiments, les parois entre deux segments) pour former l’hémocœle dans lequel circule l'hémolymphe, liquide circulatoire dont le rôle est analogue au sang et au liquide interstitiel chez les vertébrés.
Le cœur, situé dorsalement, est formé d'une ou de plusieurs poches en série linéaire et percées chacune d'une paire d'orifices ou ostioles. À chaque dilatation, le sang est aspiré à travers les ostioles. À chaque contraction, il est chassé dans les artères.
Le sang est incolore ou bleuté (hémocyanine), et contient seulement des globules blancs.

### Appareil excréteur
L'appareil excréteur est très variable selon les groupes. Il est formé de quelques glandes qui dérivent peut-être de néphridies.

### Système nerveux
Le système nerveux est ganglionnaire et ventral.
Il y a toujours une paire de ganglions cérébroïdes et une paire de ganglions sous-œsophagiens reliés par un collier périphagien. Le reste du système nerveux est en « échelle de corde » ou « corde à nœuds ».
Les ganglions de chaque paire sont unis par une « commissure ». Les paires successives sont unies par des « connectifs ».
Chez les types supérieurs, les ganglions tendent à fusionner en une ou plusieurs grosses masses.

### Yeux
Les yeux sont simples (ocelles) ou composés (yeux à facettes). Un œil composé peut être formé de plusieurs centaines d'ommatidies. Chaque ommatidie comprend :
- une couche de cellules cornéennes, constituant une cornée transparente (une des facettes de l'œil) ;
- une couche de cellules cristallines sécrétant entre elles un cristallin oblong ;
- une couche de cellules rétiniennes sécrétant entre elles des bâtonnets sensibles à la lumière.

Les ommatidies sont séparées les unes des autres par des cellules noires.
Il est probable que les yeux composés donnent à leur possesseur une vue panoramique (large champ visuel), mais très imprécise.

### Sens
Les arthropodes se dirigent surtout par le toucher et par l'odorat, qui ont leur siège dans des poils sensoriels, les sensilles. Ceux-ci sont creux et contiennent le prolongement d'un neurone sensitif. Il peut aussi y avoir des organes auditifs et des organes d'équilibre.

### Mimétisme
Pour se protéger, de nombreuses espèces d'arthropodes, tant marines que terrestres, utilisent le mimétisme. Les espèces aquatiques, notamment les pélagiques de petite taille sont très souvent translucides.

### Reproduction
Les sexes sont généralement séparés. Les œufs, assez chargés de vitellus (œufs centrolécithes), ont une segmentation partielle ou inégale.
À l'occasion des mues qui se produisent souvent au cours du développement, des changements de morphologie, autrement dit des métamorphoses, ont parfois fait croire à des espèces différentes là où il s'agissait en fait des formes successives d'une même espèce.

### Vecteurs
Beaucoup d'arthropodes parasites, piqueurs ou suceurs sont vecteurs de maladies. En matière de responsabilité au regard de l'importance épidémiologique mondiale pour l'homme, les moustiques sont considérés comme le premier groupe de vecteurs, le second groupe étant celui des arthropodes hématophages (ex. : acariens : tiques, insectes : puces), qui ont leur pendant chez les végétaux (ex. : pucerons, punaises).
Nombre d'arthropodes vecteurs de maladies semblent héberger durablement des bactéries intracellulaires, ayant des effets variés sur leurs hôtes et transmises verticalement. Il s'agit d'interactions durables et peut-être parfois, voire souvent de véritables symbioses, certaines bactéries étant bénéfiques voire nécessaires, par exemple pour fournir à leur hôte des acides aminés essentiels, des vitamines ou un rôle fonctionnel vital (on parle alors de symbiote primaire et pour l'exemple cité de symbiose nutritionnelle). Les bactéries utiles à l'hôte, mais facultatives sont dites symbiotes secondaires pour leur hôte ; elles leur apportent par exemple un complément métabolique indispensable chez les espèces vivant sur des milieux pauvres (certains arthropodes hématophages). Il est fréquent qu'un arthropode véhicule un symbiote primaire et plusieurs symbiotes secondaires, chez le puceron, le charançon, la mouche tsé-tsé par exemple, ou chez de nombreux aleurodes.
La bactérie symbiote peut fortement modifier le comportement de son hôte (et même le sex-ratio dans certains cas). Il semble parfois exister une triple symbiose ou au moins une relation triangulaire ; des insectes phytophages étant par exemple vecteurs de virus qui infectent plus facilement leur plante hôte en présence de la bactérie symbiotique. Du point de vue épidémiologique global et des interactions « hôte-parasite », les arthropodes piqueurs-suceurs pourraient jouer un rôle important pour l'immunité de leurs hôtes et/ou de leurs populations, permettant une coévolution moins brutale des espèces avec la plupart de leurs parasites et pathogènes.

## Principaux types d'arthropodes

### Explosion radiative des arthropodes

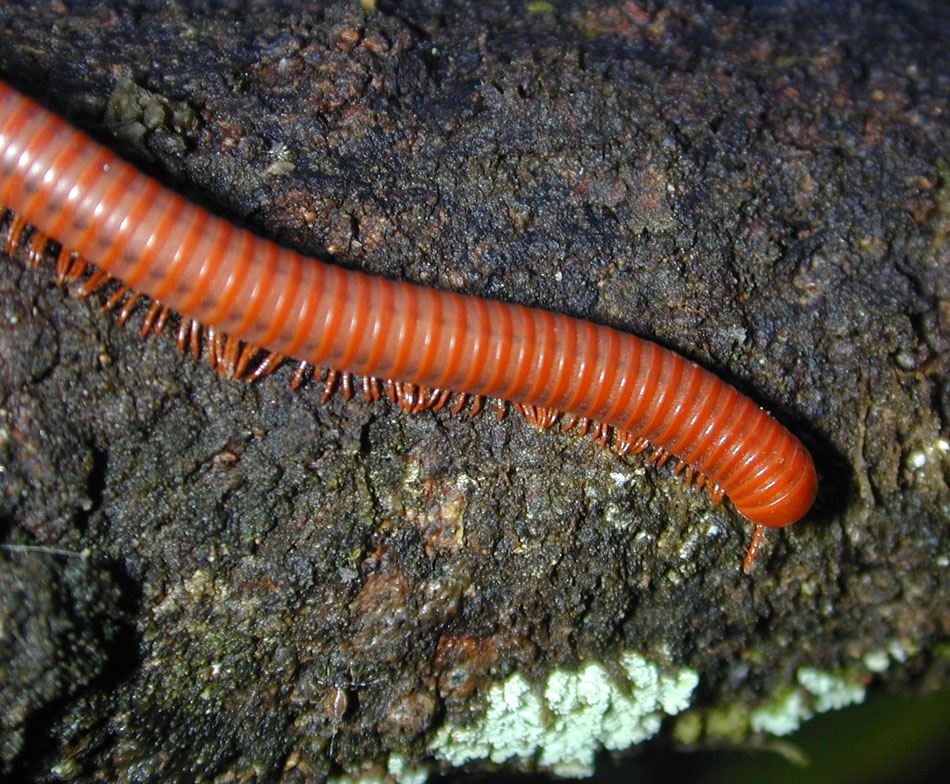
Le mille-pattes de Hawaï Trigoniulus corallinus.

Sur la formule générale des vers, dont ils conservent d'ailleurs souvent l'aspect à l'état larvaire, les arthropodes ont superposé plusieurs innovations :
- la segmentation, partagée avec de nombreux autres organismes, qui consiste à allonger le corps en répétant des segments de même anatomie ;
- la formation de pattes locomotrices. Des tentacules jouant le rôle de pattes sont présents chez certains vers ;
- la transformation de l'épiderme en un squelette rigide, l'exosquelette.

Cette formule gagnante correspond à la forme générale des mille-pattes. Elle a été immédiatement à l'origine d'une nouvelle explosion radiative, qui a exploré différentes formules pour transformer tel ou tel groupe de pattes en mâchoires, antennes, pattes spécialisées, ou les laisser régresser dans la queue. La variable qui semble avoir structuré sa répartition est le nombre de pattes.

### Trilobites: une vingtaine de pattes

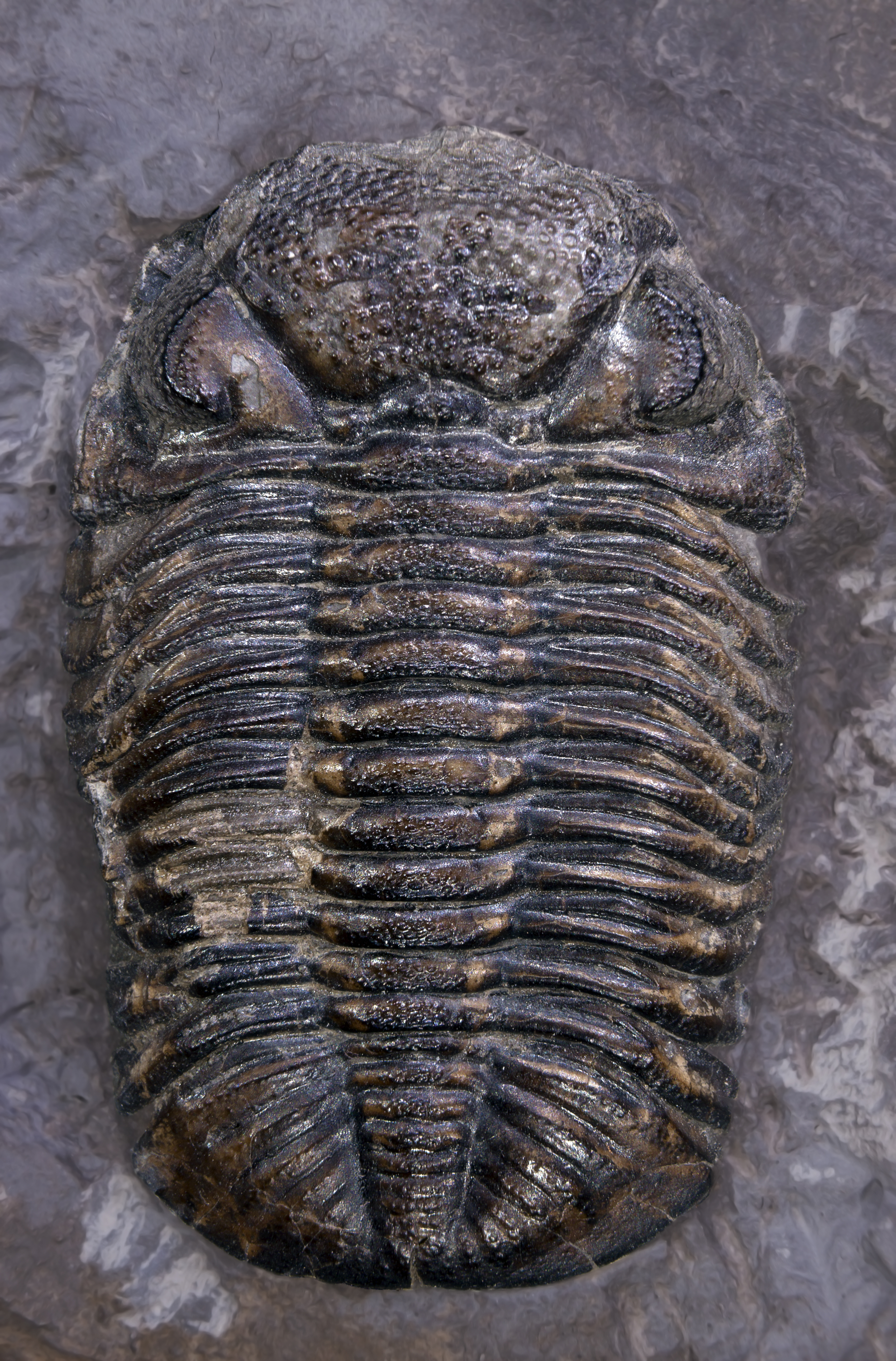
Le trilobite Phacops rana.

Les trilobites ont été les animaux emblématiques du monde marin au Paléozoïque (ère primaire) du Cambrien au Permien. C'est un groupe à présent éteint.
Les trilobites sont bien connus car ils sont l'un des groupes fossiles les plus répandus. Par ailleurs, ils ont donné les fossiles les plus diversifiés : on recense entre neuf et quinze mille espèces. La plupart d'entre elles étaient des animaux marins simples et petits, qui filtraient la vase pour s'alimenter.
Les trilobites variaient en taille, d'un millimètre à plus de soixante-dix centimètres, avec une moyenne entre deux et sept centimètres. Le plus grand trilobite connu, Isotelus rex, mesurait 72 cm de long, et fut retrouvé en 1998 par des scientifiques canadiens sur les rivages de la baie d'Hudson.

### Crustacés: cinq à sept paires de pattes

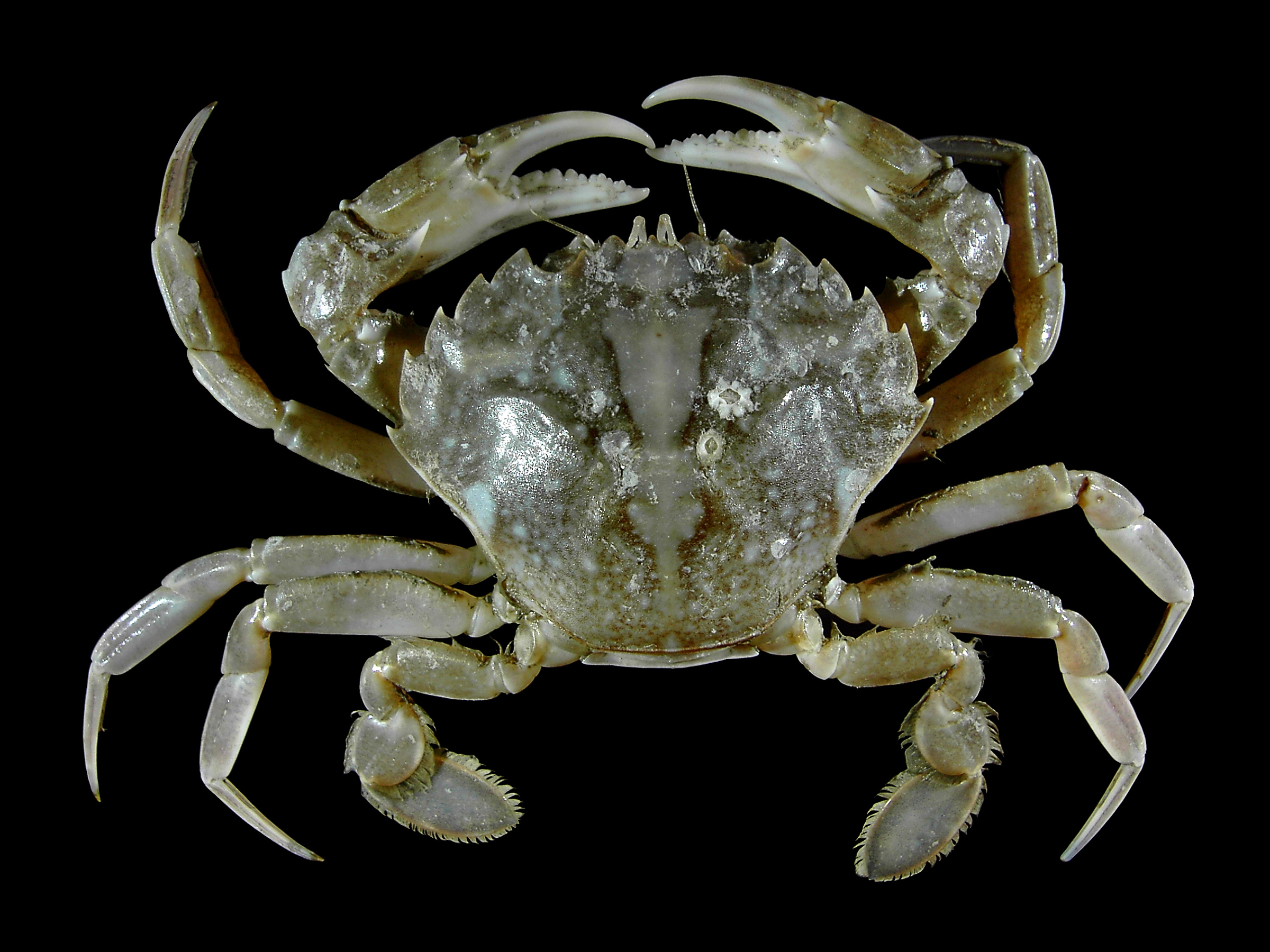
Le brachyoure Liocarcinus vernalis.

Les zoologistes ont répertorié environ 55 000 espèces de crustacés.
Les plus connus sont les crabes, crevettes, homards ou encore langoustes : tous sont des crustacés décapodes (à dix pattes). Le nombre de pattes est cependant très variable parmi les crustacés.
Le plus grand crustacé terrestre est le crabe de cocotier, mais les plus abondants sont les  cloportes qui sont des Isopodes.

### Chélicérés dont arachnides: quatre paires de pattes

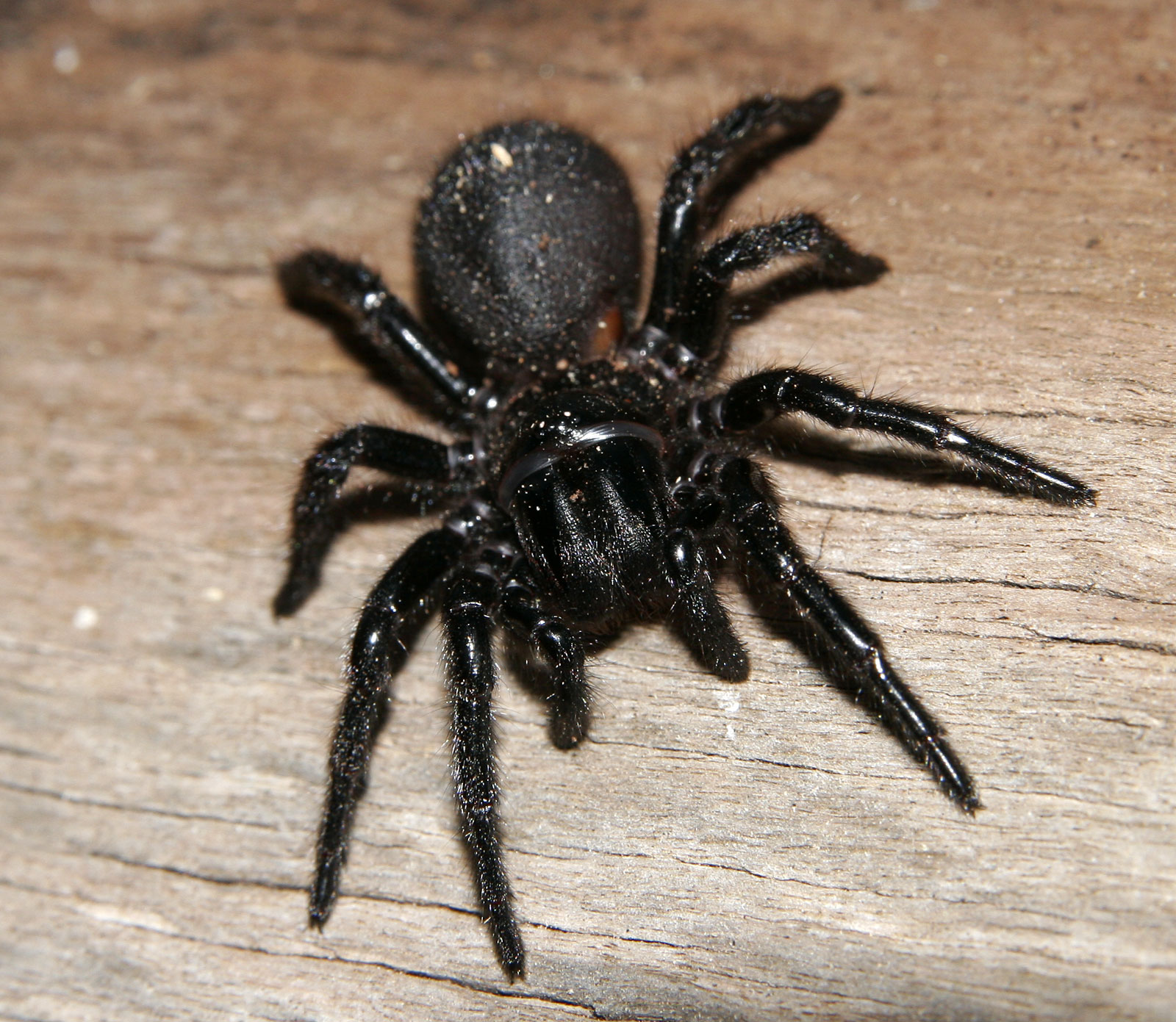
L'araignée Hadronyche modesta.

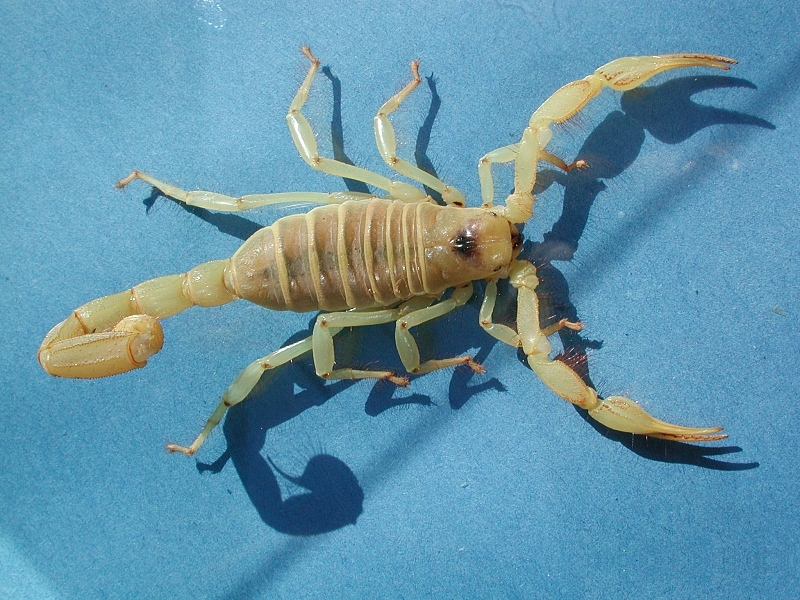
Le scorpion Hadrurus arizonensis.

Les faunes édiacariennes comprenaient déjà des formes proches des Arthropodes, considérées comme des « groupes-frères » de ces derniers (par exemple Spriggina). Les premiers arthropodes certains apparurent au paléozoïque, dès le début du Cambrien, il y a environ 540 millions d'années, dans la faune burgessienne (avec par exemple ou Odaraia ou les premiers trilobites).  Entre la fin de l'Ordovicien et celle du Silurien, apparurent les premiers arthropodes à pinces du sous-phylum des chélicérés, dont la plupart s'adaptèrent ensuite à la vie terrestre. Plus tard, dans les premières forêts terrestres dévoniennes composées de plantes à spores, se multiplièrent les mille-pattes dont certains (comme Arthropleura) atteignirent au Carbonifère 1,50 m de longueur.
C'est à cette époque que l'on rencontre les premiers arachnides possédant des chélicères. Plus tard, dès le Silurien supérieur, nous découvrons des espèces de scorpions et d'araignées fort semblables aux espèces actuelles.
On connaît environ 80 000 espèces d'arachnides, dont plus de 1 500 espèces de scorpions et 50 000 espèces d'araignées vivant dans tous les biotopes existants, des régions tropicales aux régions polaires. La plupart des arachnides sont cependant terrestres.
Les autres chélicérés sont très marginaux, les plus connus sont les tiques et les limules.

### Hexapodes dont insectes: trois paires de pattes
Les ptérygotes sont les porteurs d'une évolution majeure : les ailes. Elles leur permettent de conquérir les airs, et alliées à la simplification qu'apporte l'animation de seulement six pattes pour se déplacer, ont été à l'origine d'une troisième explosion radiative.
C'est par la superposition de ces trois explosions radiatives (vermiformes, arthropodes, insectes) que les insectes dominent le monde par leur variété : ils représentent aujourd'hui près de 80 % des espèces animales décrites.

## Histoire évolutive

Multiples sorties des eaux au sein de plusieurs groupes d'organismes vivants.

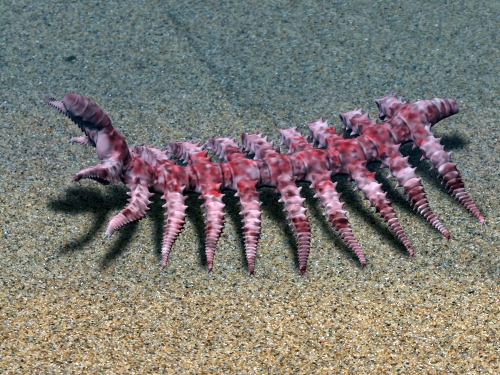
Restitution du lobopode Diania cactiformis par le paléoartiste Nobu Tamura.

L'embranchement fossile des lobopodes, rattaché aux onychophores, contient des animaux qui ressemblent à un ver mince au corps mou et possédant des paires de robustes appendices articulés et épineux, formant ainsi un exosquelette, défense originale contre les prédateurs. Ainsi Diania cactiformis, surnommé le « cactus ambulant », est une espèce lobopodienne qui en possède 10 paires. Daté de 520 millions d'années, les chercheurs suggèrent que cet organisme serait le plus proche parent connu des arthropodes modernes, même s'il n'est pas leur ancêtre commun.

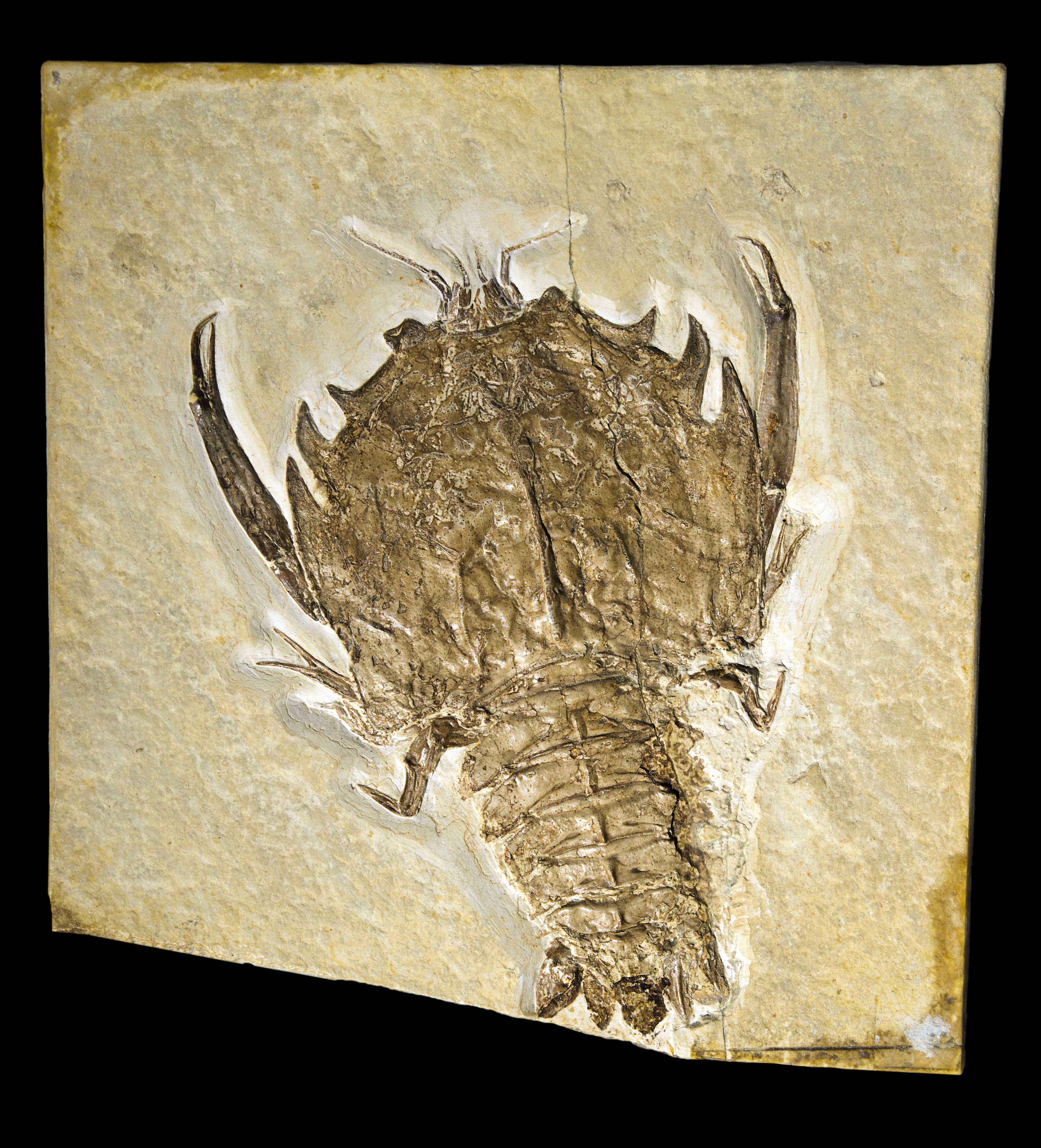
Le crustacé Eryon cuvieri du Tithonien de Solnhofen (de -150,8 ± 4 à -145,5 ± 4 millions d'années), à morphologie intermédiaire entre les crabes et les homards ou langoustes.

Les études phylogénétiques indiquent que les radiodontes (en) sont le groupe le plus proche de tous les euarthropodes qui ont des appendices frontaux sur le deuxième segment de la tête (deutéropodes). Les relations entre les principaux groupes d'euarthropodes cambriens restant controversées, il était difficile d'aller plus loin dans l'évaluation des étapes évolutives entre radiodontes et deutéropodes. En 2020, un euarthropode datant du Cambrien inférieur, découvert dans le site fossilifère de Chengjiang (Chine) et dénommé Kylinxia zhangi, possède à la fois des caractéristiques des deutéropodes (un bouclier de tête fusionné, un tronc entièrement arthrodisé et des endopodites articulés) et des radiodontes (cinq yeux comme Opabinia, des appendices prédateurs frontaux de type radiodonte). Kylinxia est un taxon transitionnel entre Radiodonta et Deuteropoda.

## Classification
La classification traditionnelle définissait comme arthropodes tous les métazoaires (animaux) à squelette externe, ou cuticule, à corps en segments articulés-porteurs d'appendices eux-mêmes articulés, et une croissance par mues.
Cette classification les distinguait principalement en opposant les Chélicérés (Xiphosures, Arachnides…) aux mandibulés (ou antennates) ; avec parmi ces derniers, 3 classes :
- Crustacés (2 paires d'antennes ; essentiellement aquatiques et à respiration branchiale) ;
- Hexapodes (1 paire d'antennes, adaptation à la vie terrestre, respiration trachéenne) ; composé des :
  - Ectognathes (insectes), pièces buccales visibles ;
  - Entognathes, pièces buccales internalisées ;
- Myriapodes (nombreux segments à appendices).

La classification moderne intègre les enseignements apportés par les analyses génétiques et biomoléculaires, qui ont montré que les Insectes (Hexapoda) s'embranchent non loin des Malacostracés parmi les Crustacés en un gigantesque clade appelé Pancrustacea.

### Classification classique
D'après World Register of Marine Species (9 mai 2016.) :
Embranchement des Arthropoda :
- sous-embranchement des Chelicerata — Chélicérés (huit pattes)
  - classe des Arachnida Cuvier, 1812 — Arachnides (scorpion, araignée, acariens…)
  - classe des Merostomata Woodward, 1866— (Gigantostracés fossiles, limule)
  - classe des Pycnogonida Latreille, 1810 — (Pycnogonides)
- sous-embranchement des Crustacea Brünnich, 1772 — crustacés (dix pattes (ordre Decapoda) ou plus)
  - classe des Branchiopoda Latreille, 1817 — branchiopodes (Daphnie…)
  - classe des Cephalocarida Sanders, 1955
  - classe des Ichthyostraca Zrzavý, Hypša & Vlášková, 1997 
  - classe des Malacostraca Latreille, 1802 — (Homard, vrai crabe, squille, crevette, cloporte…)
  - classe des Maxillopoda Dahl, 1956 — (Copépode, Balane, Pousse-pied…)
  - classe des Ostracoda Latreille, 1802 — ostracodes
  - classe des Remipedia Yager, 1981
- sous-embranchement des Hexapoda Blainville, 1816 — hexapodes (six pattes)
  - classe des Entognatha Stummer-Traunfels, 1891 — (collembole, diploure, protoure)
  - classe des Insecta Linnaeus, 1758 — insectes (fourmi, abeille, mouche…)
- sous-embranchement des Myriapoda Latreille, 1802 — myriapodes (nombreuses pattes)
  - classe des Chilopoda Latreille, 1817 — (mille-pattes, scolopendre)
  - classe des Diplopoda de Blainville in Gervais, 1844 — (mille-pattes, iule)
  - classe des Pauropoda Lubbock, 1868 — (mille-pattes nains)
  - classe des Symphyla Ryder, 1880
- sous-embranchement des Trilobitomorpha (vingt pattes, tous fossiles)
  - classe des Trilobita Walch, 1771 — trilobites

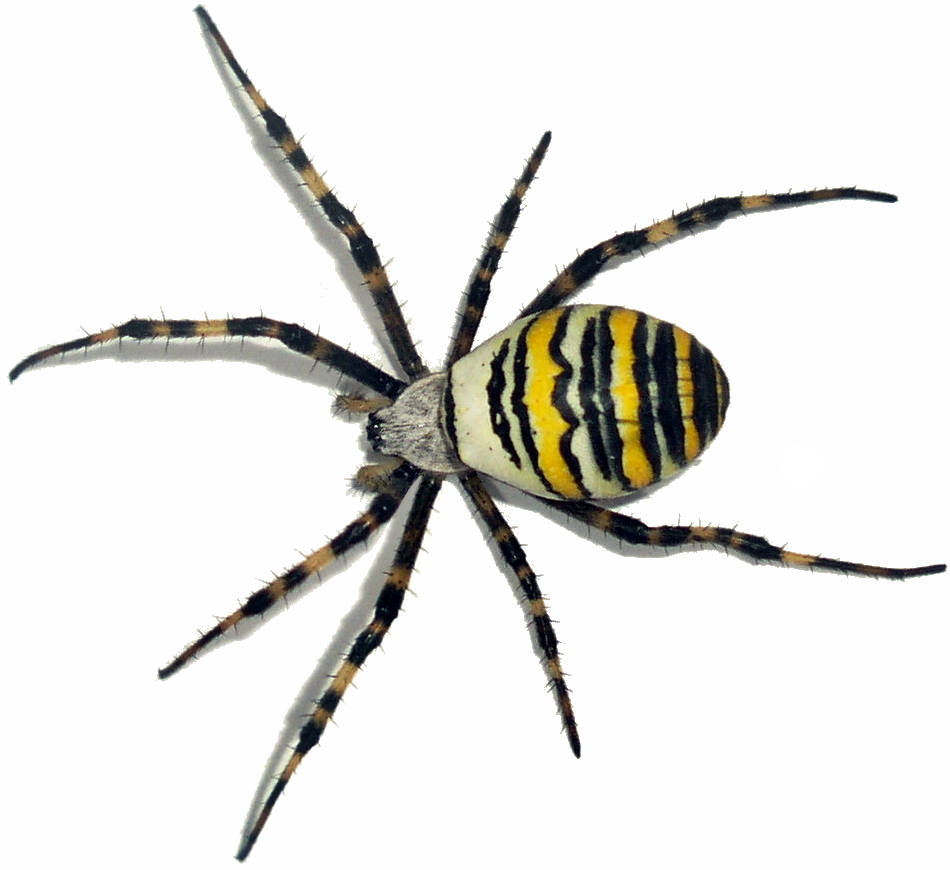
Arachnide (Argiope bruennichi).
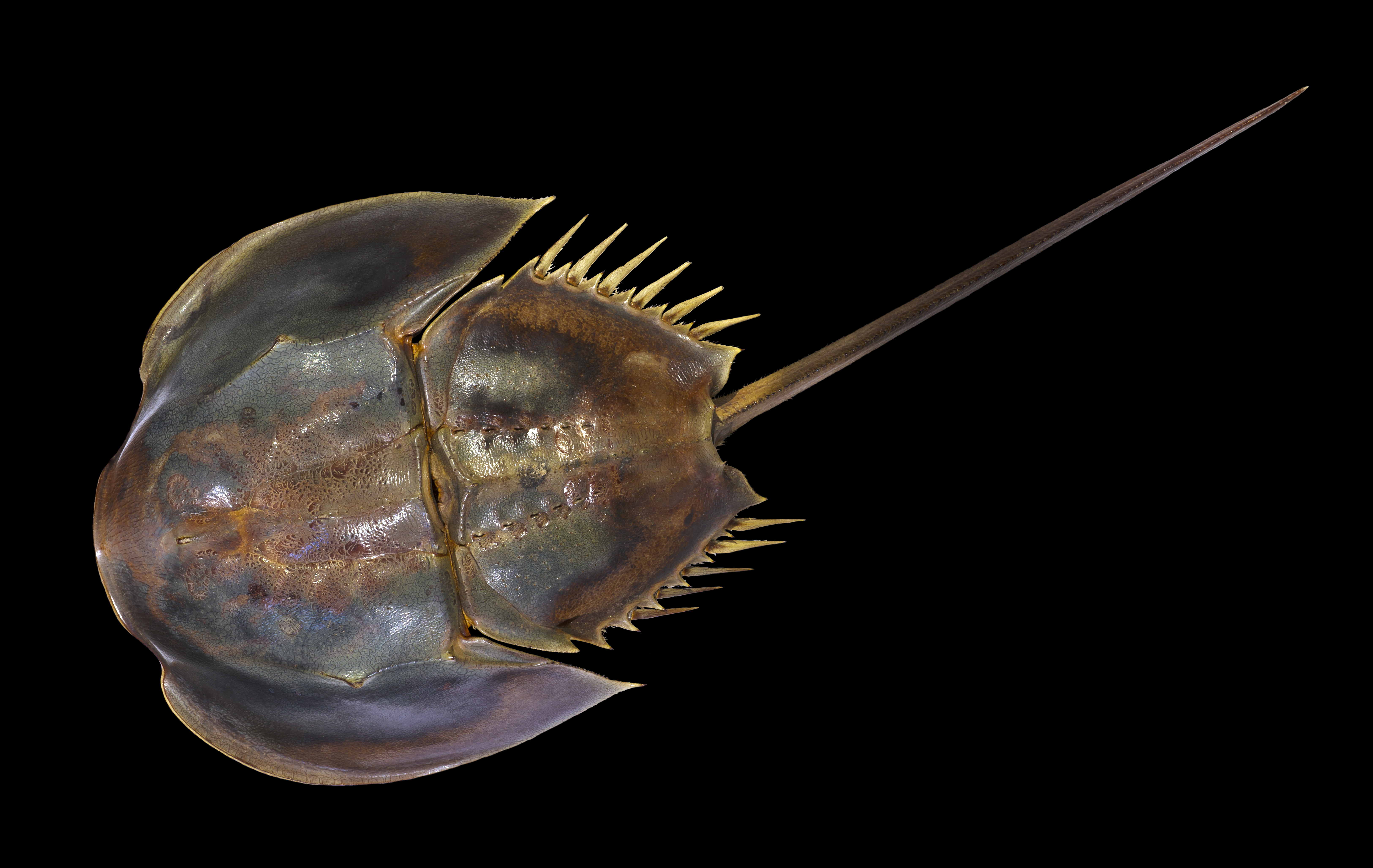
Limule (Limulus polyphemus).
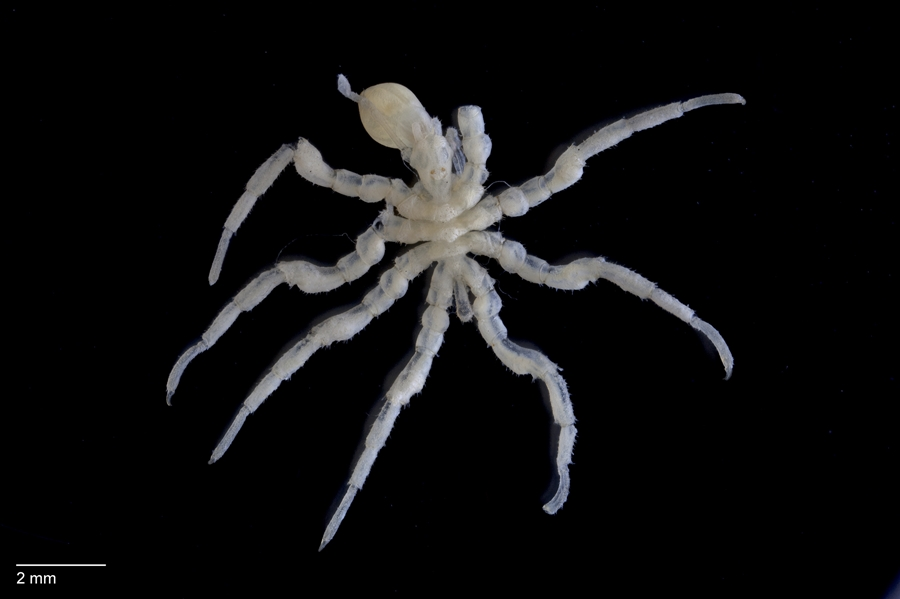
Pycnogonide (Ascorhynchus compactus).
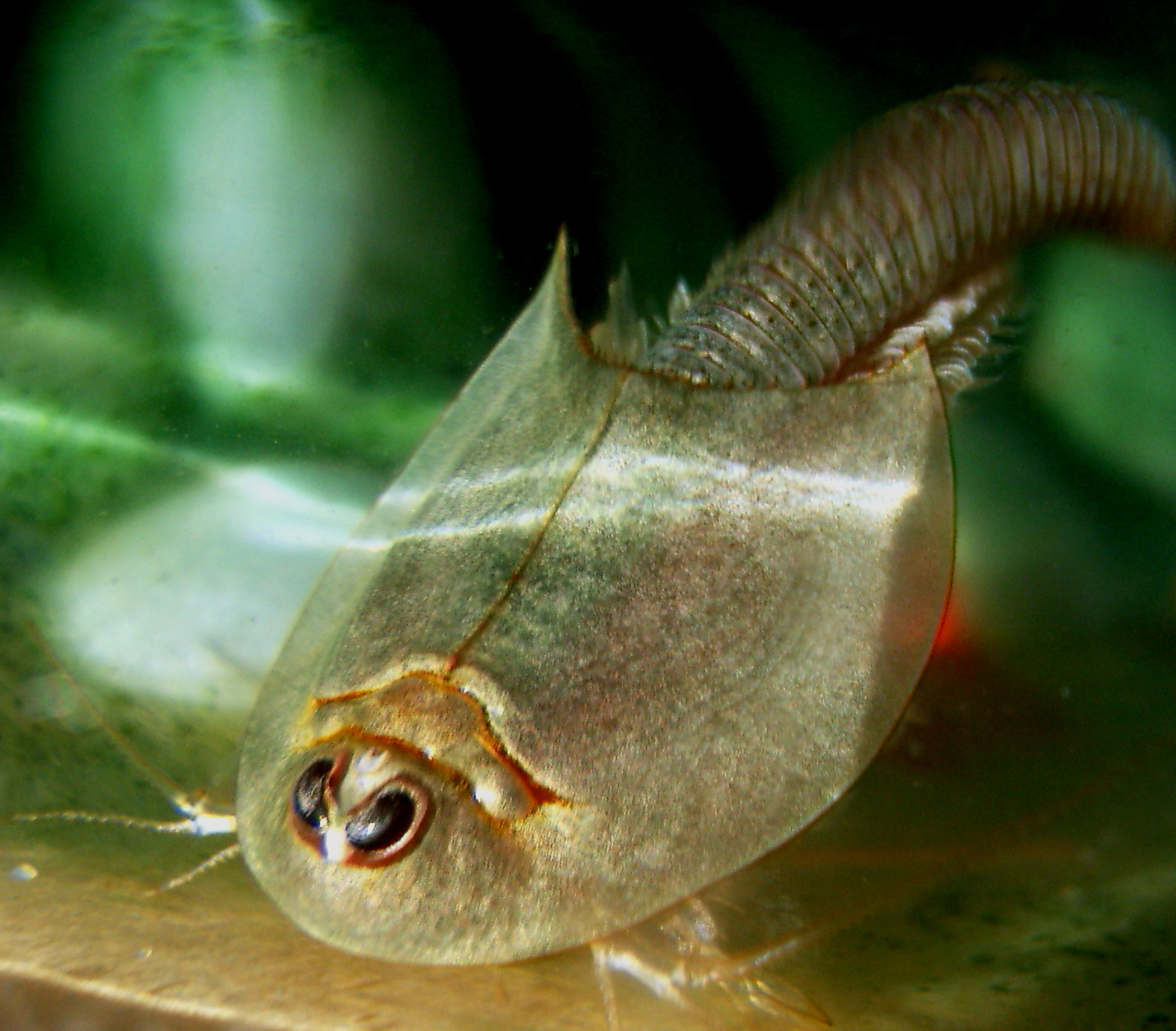
Branchiopode (Triops longicaudatus).
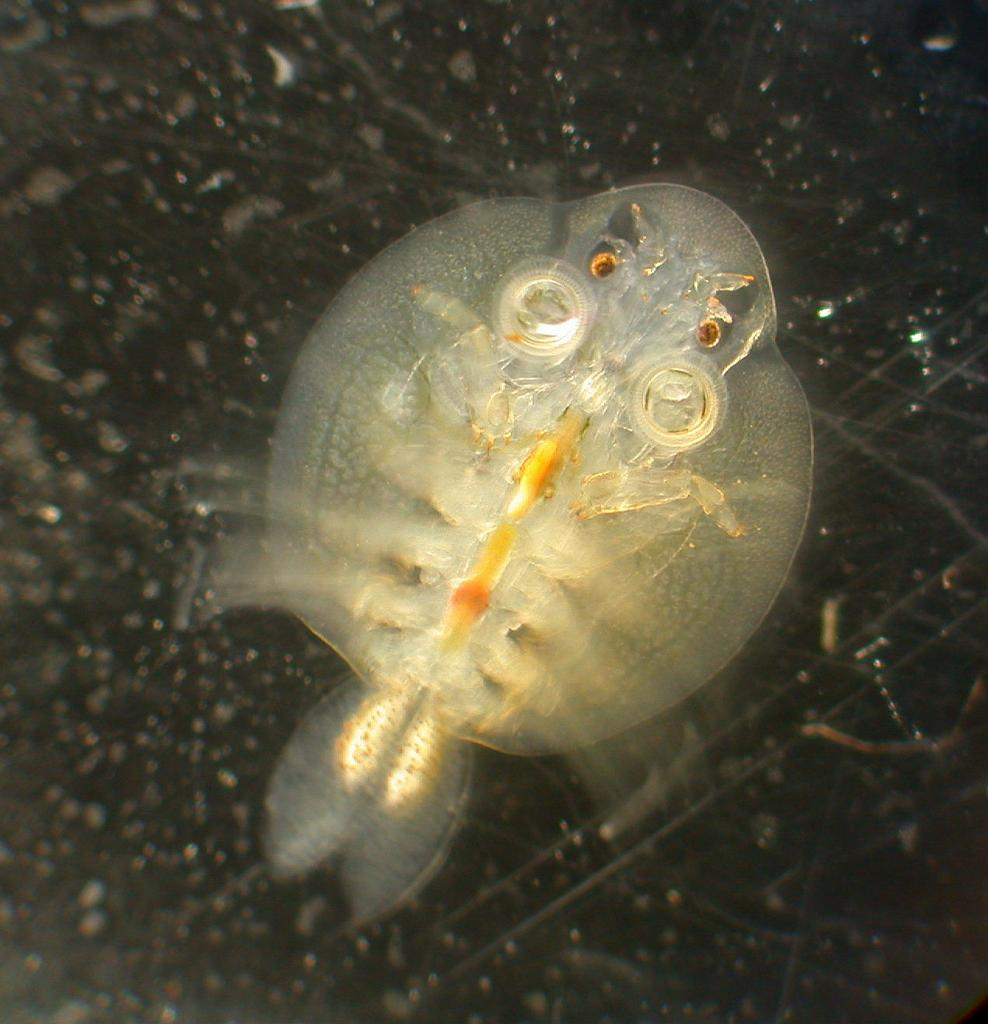
Ichthyostracé (Argulus coregoni).
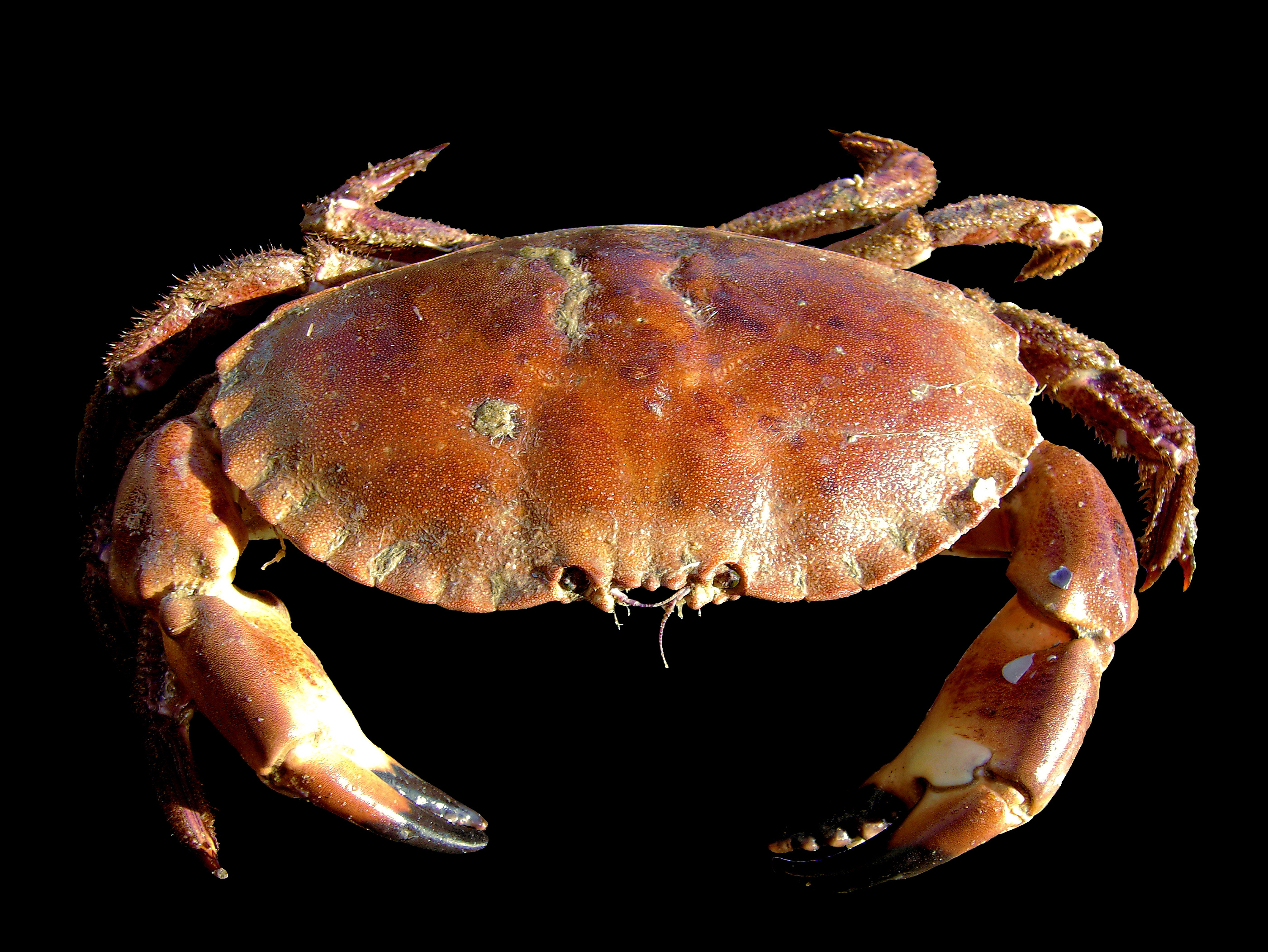
Malacostracé (Cancer pagurus).
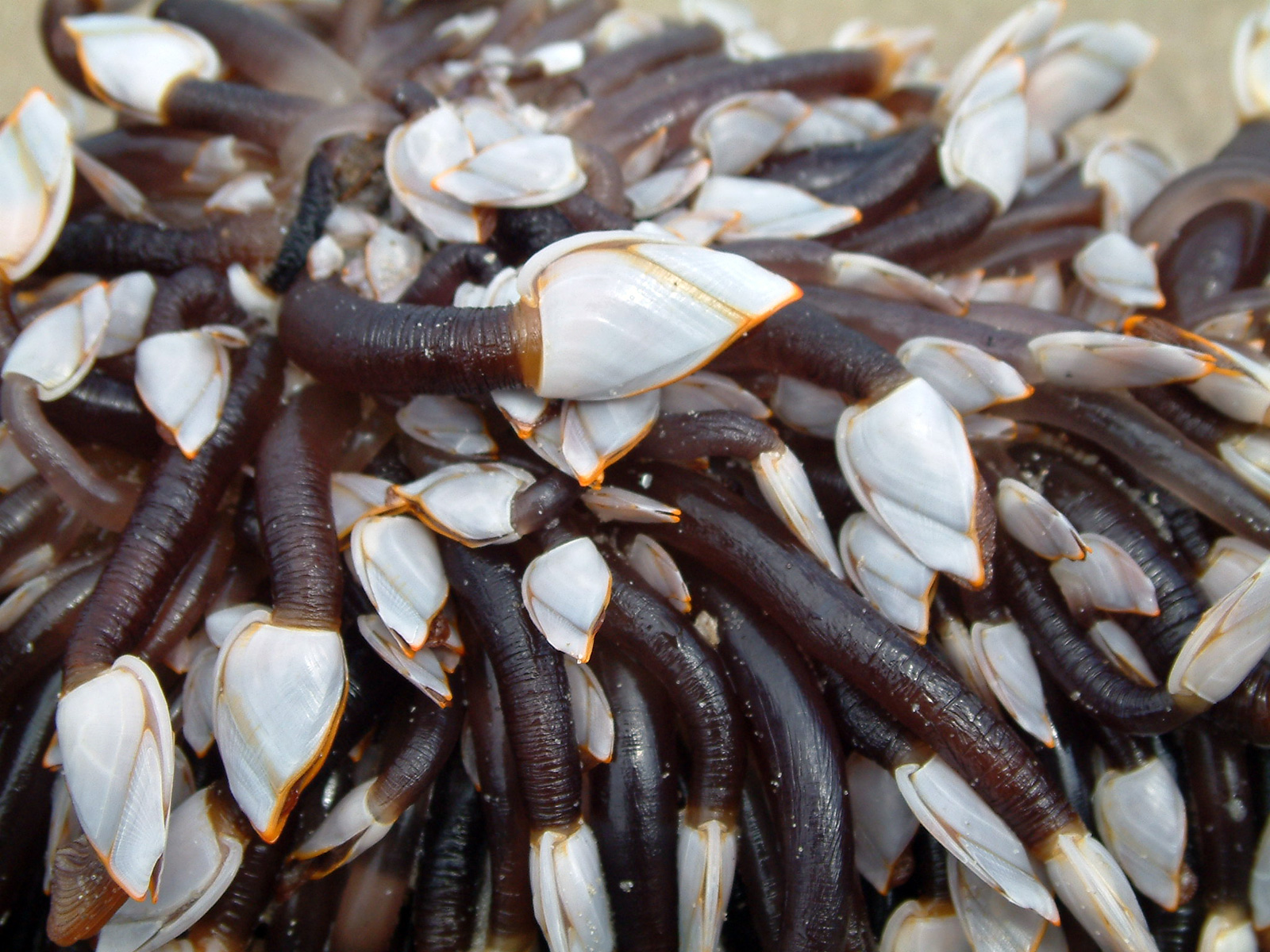
Maxillopode (Lepas anatifera).
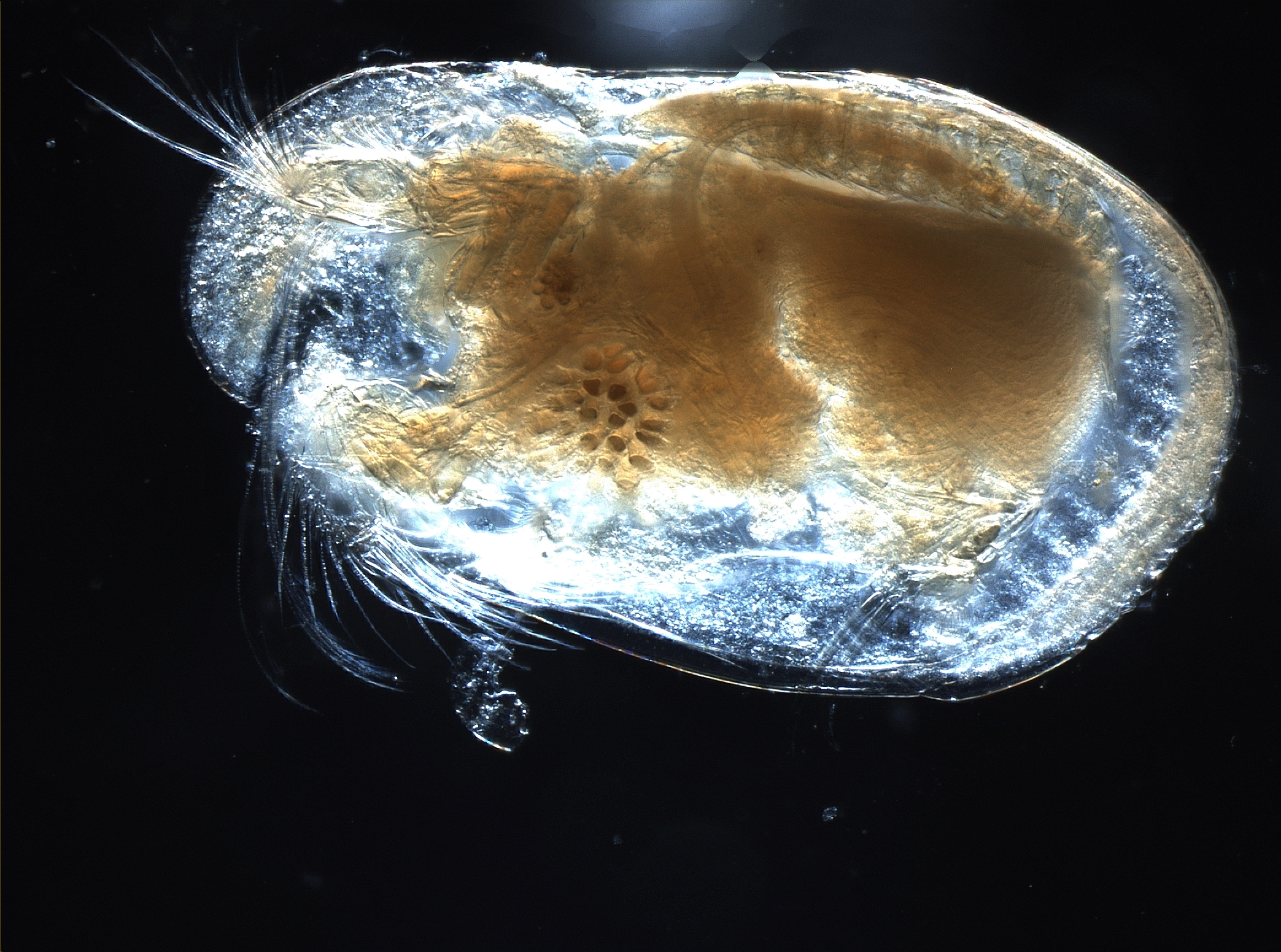
Ostracode.
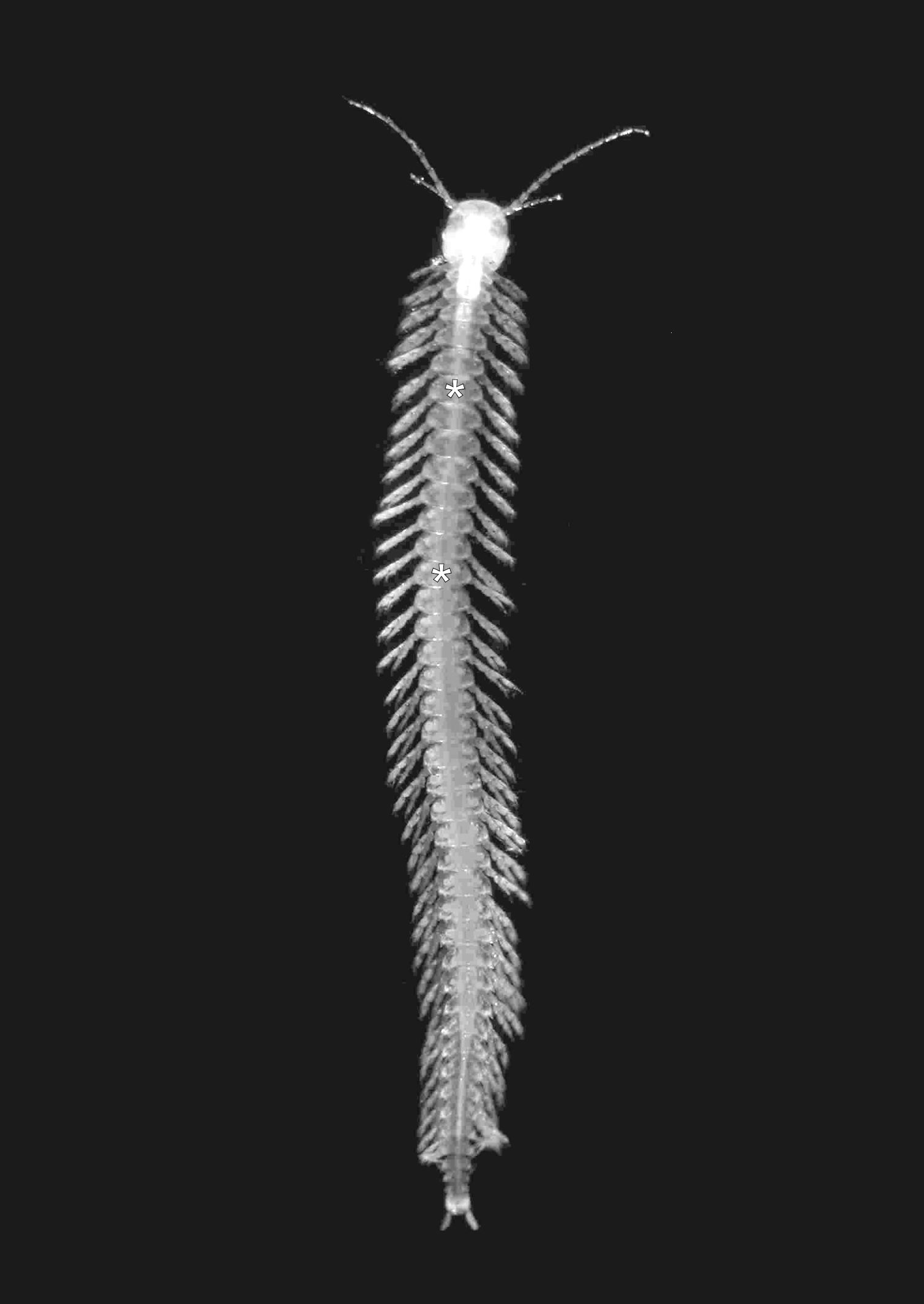
Rémipède (Speleonectes tanumekes).
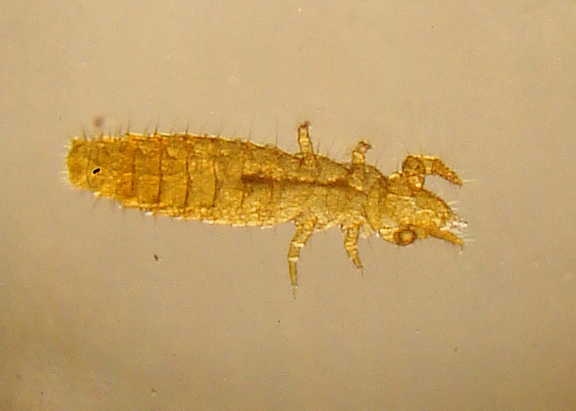
Entognathe (Acerentomon sp.).
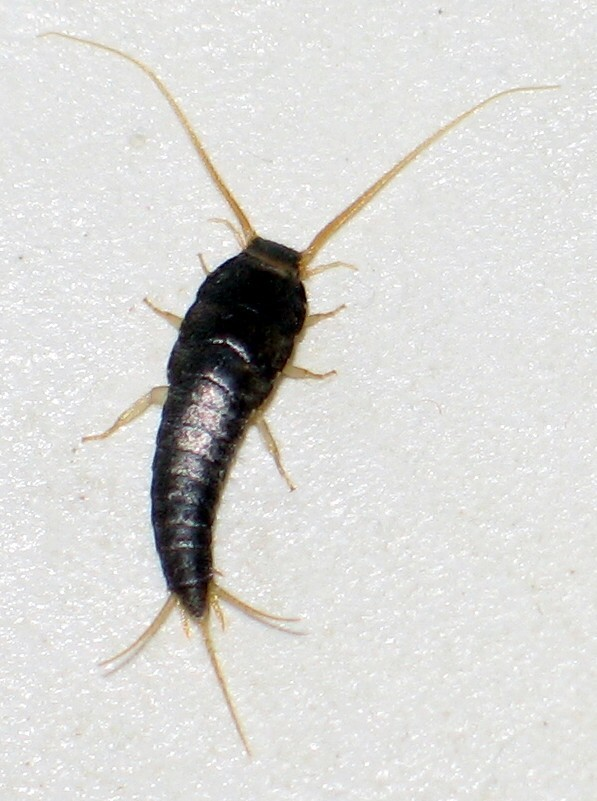
Insecte aptère (Lepisma saccharinum)
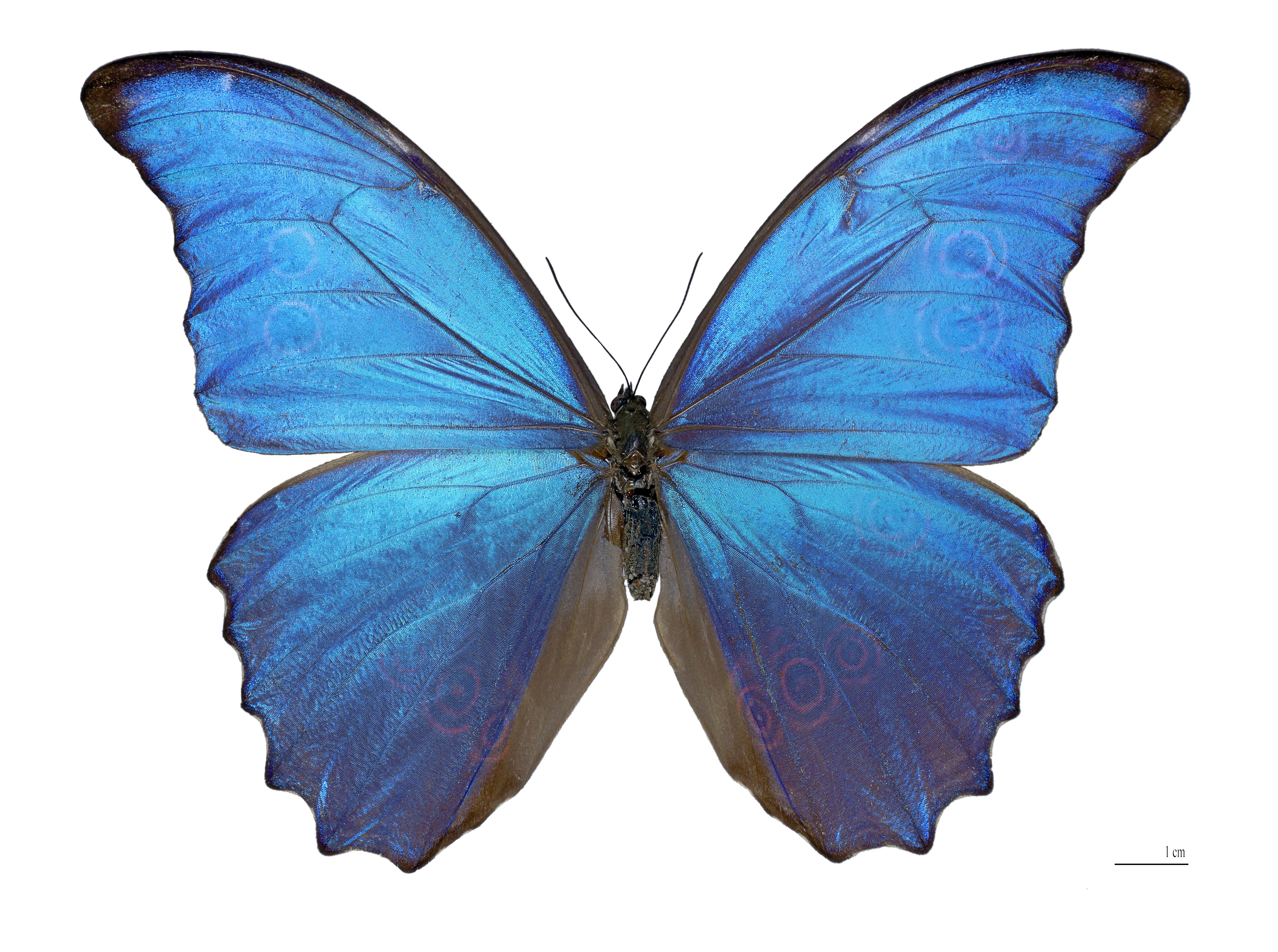
Insecte ailé (Morpho didius)
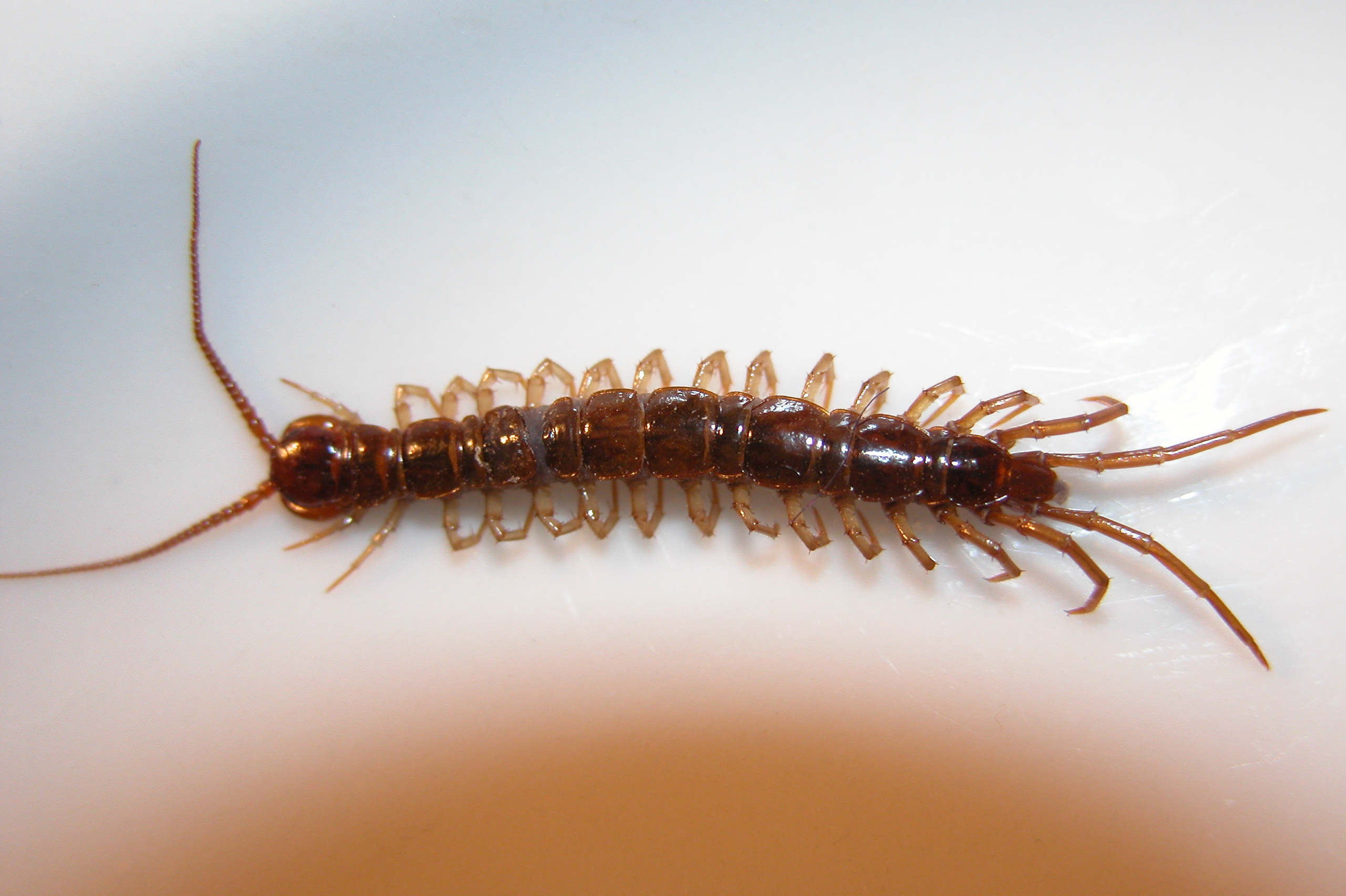
Chilopode (Lithobius forficatus)
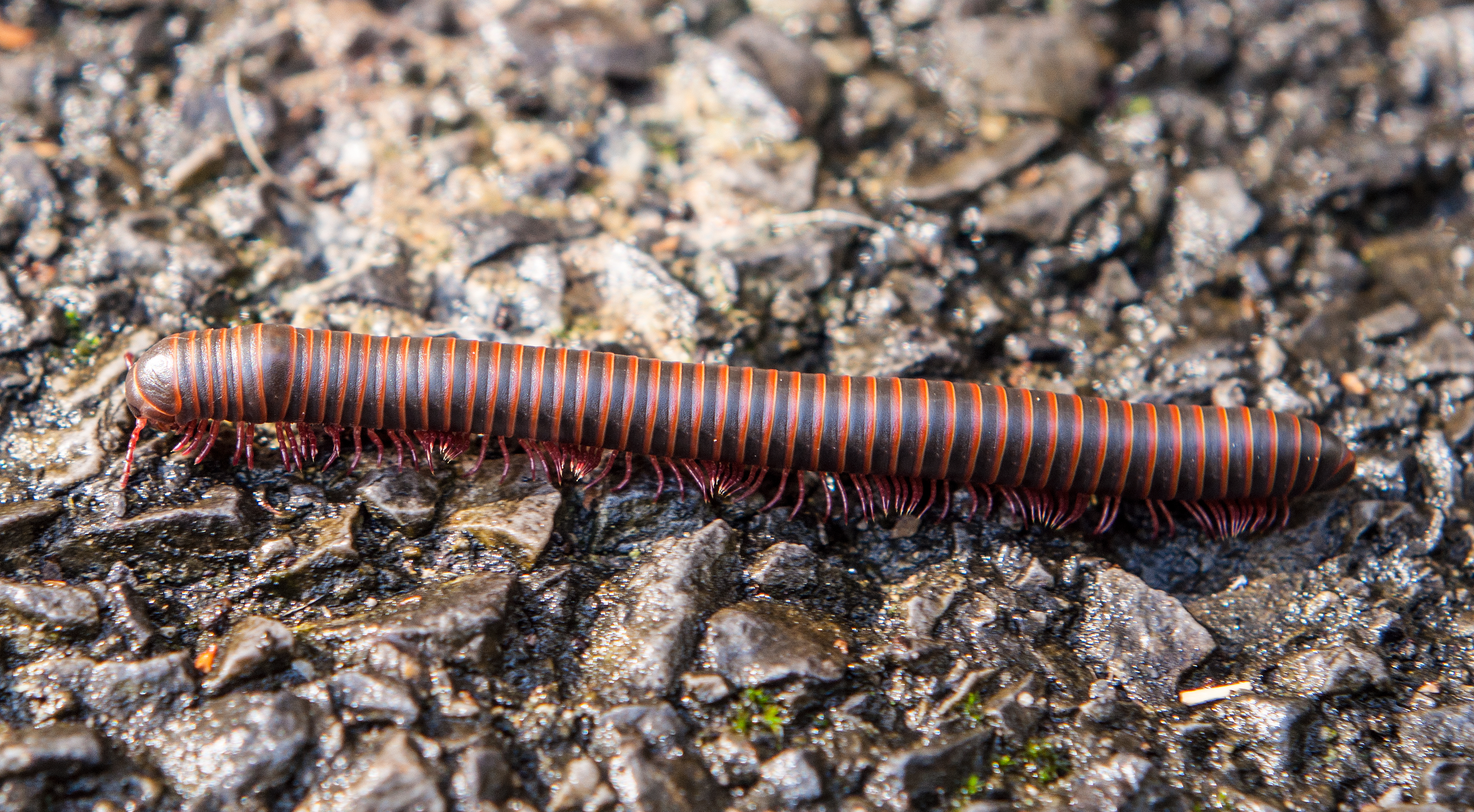
Diplopode (Narceus americanus).
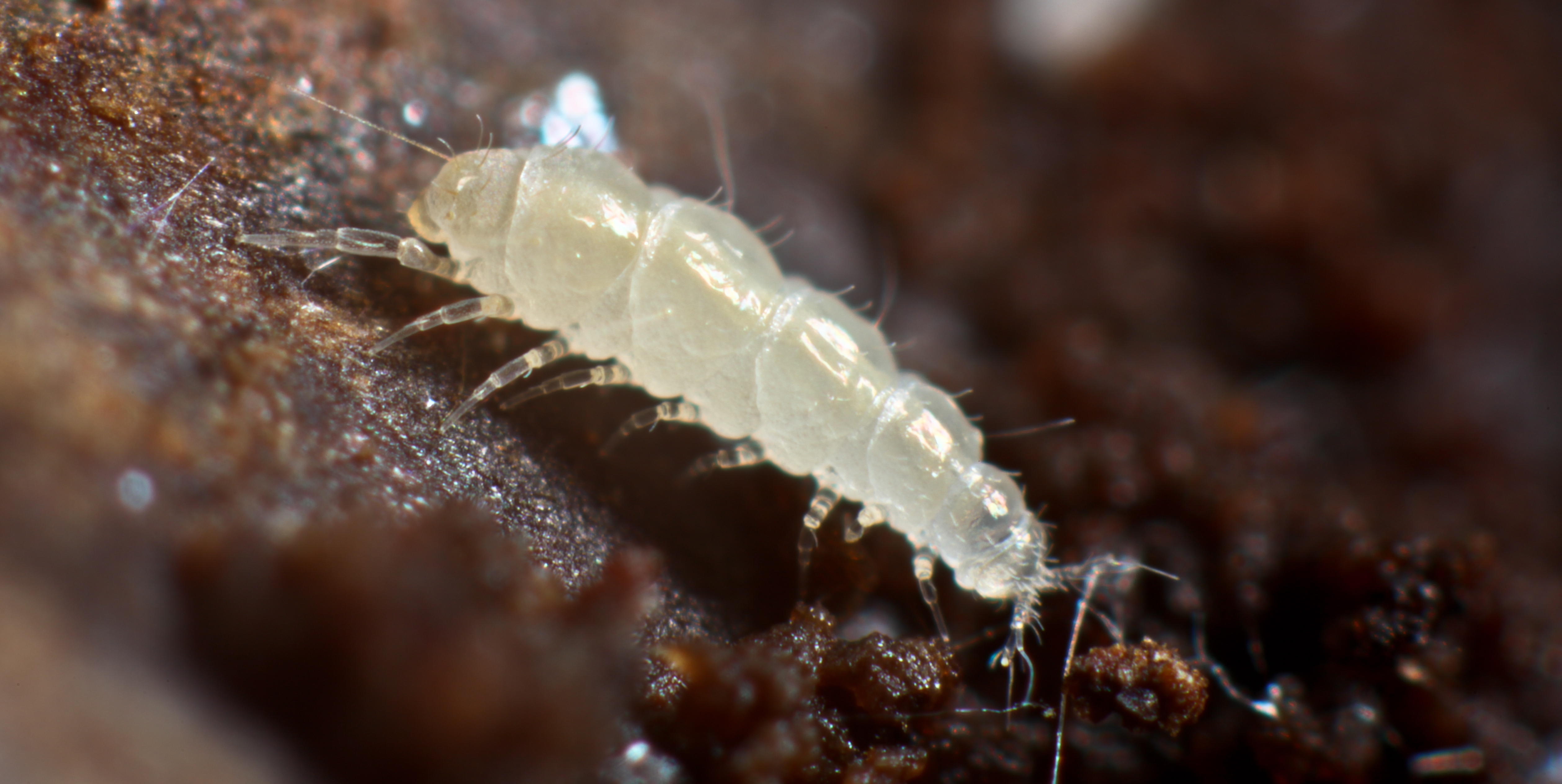
Pauropode.
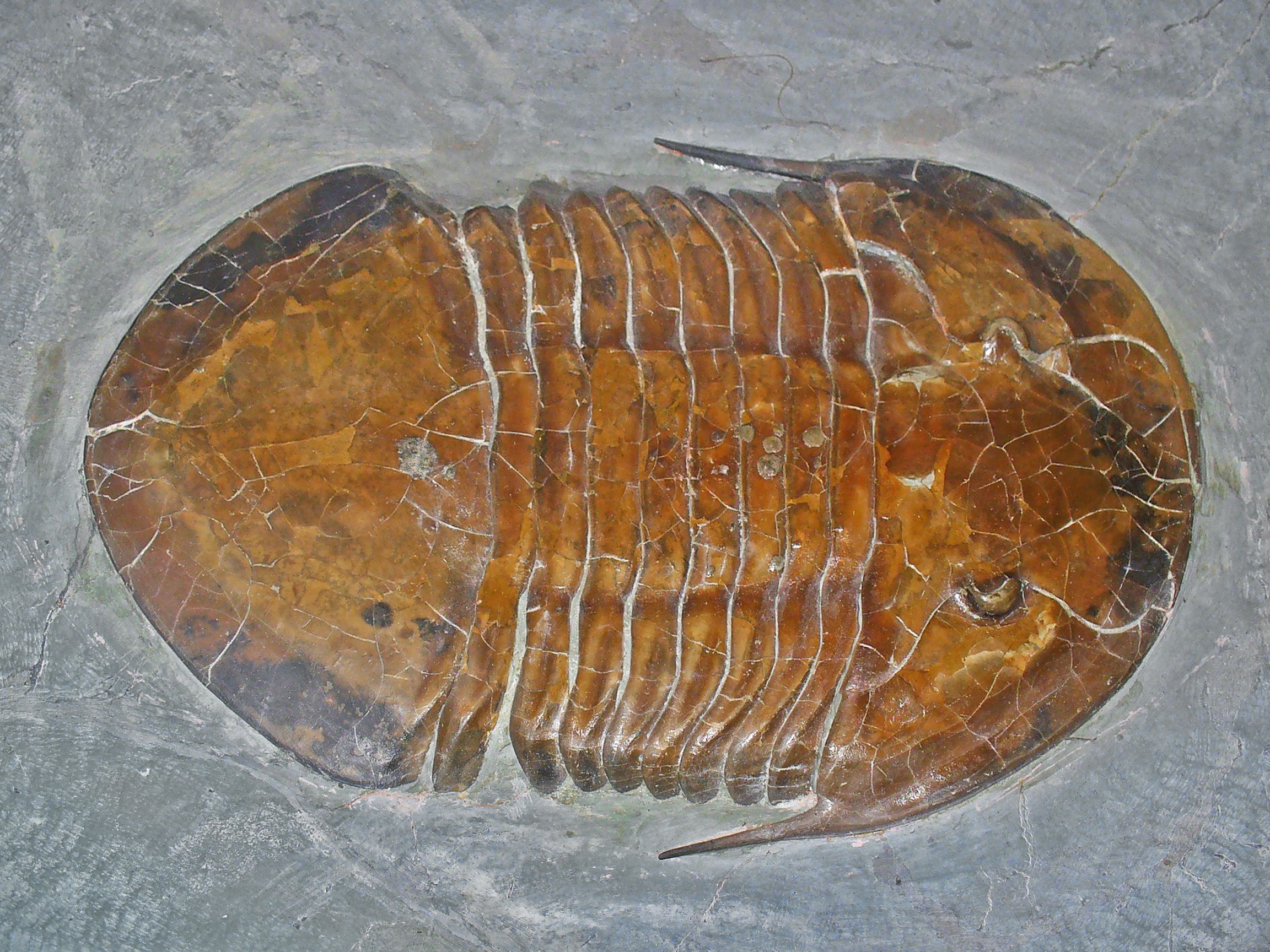
Trilobite.

### Classification phylogénétique

Avec les vers Nématodes et quelques autres groupes, ils constituent les Ecdysozoaires, clade qui rend obsolète l'ancienne notion d'articulés (en), classification de Georges Cuvier en 1817 qui regroupait les arthropodes et les annélides.
Les arthropodes sont un groupe qui réunit à la fois des taxons vivants et fossiles.

Pour des raisons de difficultés de classification de la plupart de ces espèces fossiles, que certains paléontologues placent parmi les arthropodes et d'autres dans des phylums différents, les Arthropodes actuels sont réunis dans le taxon monophylétique des Euarthropodes, inclus dans le taxon des Arthropodes au sens général, lui-même placé dans le clade plus vaste des Panarthropodes qui réunit aussi les Tardigrades et les Onychophores.
Cladogramme des Panarthropodes parmi les Ecdysozoaires incluant les Euthycarcinoidea
|              | †Euthycarcinoidea                                                                                          |
|              | |
|              | \| \| Myriapoda \| \| \| \| \| Pancrustacea \| « Crustacea » +Hexapoda \| \| \| « Crustacea » +Hexapoda \| |
|              | |
|              | Myriapoda                                                                                                  |
|              | |
| Pancrustacea | « Crustacea » +Hexapoda                                                                                    |
|              | « Crustacea » +Hexapoda                                                                                    |

|              | Myriapoda               |
|              |                         |
| Pancrustacea | « Crustacea » +Hexapoda |
|              | « Crustacea » +Hexapoda |

|              | †Euthycarcinoidea                                                                                          |
|              | |
|              | \| \| Myriapoda \| \| \| \| \| Pancrustacea \| « Crustacea » +Hexapoda \| \| \| « Crustacea » +Hexapoda \| |
|              | |
|              | Myriapoda                                                                                                  |
|              | |
| Pancrustacea | « Crustacea » +Hexapoda                                                                                    |
|              | « Crustacea » +Hexapoda                                                                                    |

|              | Myriapoda               |
|              |                         |
| Pancrustacea | « Crustacea » +Hexapoda |
|              | « Crustacea » +Hexapoda |

|              | †Euthycarcinoidea                                                                                          |
|              | |
|              | \| \| Myriapoda \| \| \| \| \| Pancrustacea \| « Crustacea » +Hexapoda \| \| \| « Crustacea » +Hexapoda \| |
|              | |
|              | Myriapoda                                                                                                  |
|              | |
| Pancrustacea | « Crustacea » +Hexapoda                                                                                    |
|              | « Crustacea » +Hexapoda                                                                                    |

|              | Myriapoda               |
|              |                         |
| Pancrustacea | « Crustacea » +Hexapoda |
|              | « Crustacea » +Hexapoda |

|              | †Euthycarcinoidea                                                                                          |
|              | |
|              | \| \| Myriapoda \| \| \| \| \| Pancrustacea \| « Crustacea » +Hexapoda \| \| \| « Crustacea » +Hexapoda \| |
|              | |
|              | Myriapoda                                                                                                  |
|              | |
| Pancrustacea | « Crustacea » +Hexapoda                                                                                    |
|              | « Crustacea » +Hexapoda                                                                                    |

|              | Myriapoda               |
|              |                         |
| Pancrustacea | « Crustacea » +Hexapoda |
|              | « Crustacea » +Hexapoda |

|              | †Euthycarcinoidea                                                                                          |
|              | |
|              | \| \| Myriapoda \| \| \| \| \| Pancrustacea \| « Crustacea » +Hexapoda \| \| \| « Crustacea » +Hexapoda \| |
|              | |
|              | Myriapoda                                                                                                  |
|              | |
| Pancrustacea | « Crustacea » +Hexapoda                                                                                    |
|              | « Crustacea » +Hexapoda                                                                                    |

|              | Myriapoda               |
|              |                         |
| Pancrustacea | « Crustacea » +Hexapoda |
|              | « Crustacea » +Hexapoda |

|              | †Euthycarcinoidea                                                                                          |
|              | |
|              | \| \| Myriapoda \| \| \| \| \| Pancrustacea \| « Crustacea » +Hexapoda \| \| \| « Crustacea » +Hexapoda \| |
|              | |
|              | Myriapoda                                                                                                  |
|              | |
| Pancrustacea | « Crustacea » +Hexapoda                                                                                    |
|              | « Crustacea » +Hexapoda                                                                                    |

|              | Myriapoda               |
|              |                         |
| Pancrustacea | « Crustacea » +Hexapoda |
|              | « Crustacea » +Hexapoda |

|              | †Euthycarcinoidea                                                                                          |
|              | |
|              | \| \| Myriapoda \| \| \| \| \| Pancrustacea \| « Crustacea » +Hexapoda \| \| \| « Crustacea » +Hexapoda \| |
|              | |
|              | Myriapoda                                                                                                  |
|              | |
| Pancrustacea | « Crustacea » +Hexapoda                                                                                    |
|              | « Crustacea » +Hexapoda                                                                                    |

|              | Myriapoda               |
|              |                         |
| Pancrustacea | « Crustacea » +Hexapoda |
|              | « Crustacea » +Hexapoda |

|              | †Euthycarcinoidea                                                                                          |
|              | |
|              | \| \| Myriapoda \| \| \| \| \| Pancrustacea \| « Crustacea » +Hexapoda \| \| \| « Crustacea » +Hexapoda \| |
|              | |
|              | Myriapoda                                                                                                  |
|              | |
| Pancrustacea | « Crustacea » +Hexapoda                                                                                    |
|              | « Crustacea » +Hexapoda                                                                                    |

|              | Myriapoda               |
|              |                         |
| Pancrustacea | « Crustacea » +Hexapoda |
|              | « Crustacea » +Hexapoda |

|              | †Euthycarcinoidea                                                                                          |
|              | |
|              | \| \| Myriapoda \| \| \| \| \| Pancrustacea \| « Crustacea » +Hexapoda \| \| \| « Crustacea » +Hexapoda \| |
|              | |
|              | Myriapoda                                                                                                  |
|              | |
| Pancrustacea | « Crustacea » +Hexapoda                                                                                    |
|              | « Crustacea » +Hexapoda                                                                                    |

|              | Myriapoda               |
|              |                         |
| Pancrustacea | « Crustacea » +Hexapoda |
|              | « Crustacea » +Hexapoda |

|              | †Euthycarcinoidea                                                                                          |
|              | |
|              | \| \| Myriapoda \| \| \| \| \| Pancrustacea \| « Crustacea » +Hexapoda \| \| \| « Crustacea » +Hexapoda \| |
|              | |
|              | Myriapoda                                                                                                  |
|              | |
| Pancrustacea | « Crustacea » +Hexapoda                                                                                    |
|              | « Crustacea » +Hexapoda                                                                                    |

|              | Myriapoda               |
|              |                         |
| Pancrustacea | « Crustacea » +Hexapoda |
|              | « Crustacea » +Hexapoda |

|              | †Euthycarcinoidea                                                                                          |
|              | |
|              | \| \| Myriapoda \| \| \| \| \| Pancrustacea \| « Crustacea » +Hexapoda \| \| \| « Crustacea » +Hexapoda \| |
|              | |
|              | Myriapoda                                                                                                  |
|              | |
| Pancrustacea | « Crustacea » +Hexapoda                                                                                    |
|              | « Crustacea » +Hexapoda                                                                                    |

|              | Myriapoda               |
|              |                         |
| Pancrustacea | « Crustacea » +Hexapoda |
|              | « Crustacea » +Hexapoda |

|              | †Euthycarcinoidea                                                                                          |
|              | |
|              | \| \| Myriapoda \| \| \| \| \| Pancrustacea \| « Crustacea » +Hexapoda \| \| \| « Crustacea » +Hexapoda \| |
|              | |
|              | Myriapoda                                                                                                  |
|              | |
| Pancrustacea | « Crustacea » +Hexapoda                                                                                    |
|              | « Crustacea » +Hexapoda                                                                                    |

|              | Myriapoda               |
|              |                         |
| Pancrustacea | « Crustacea » +Hexapoda |
|              | « Crustacea » +Hexapoda |

|              | †Euthycarcinoidea                                                                                          |
|              | |
|              | \| \| Myriapoda \| \| \| \| \| Pancrustacea \| « Crustacea » +Hexapoda \| \| \| « Crustacea » +Hexapoda \| |
|              | |
|              | Myriapoda                                                                                                  |
|              | |
| Pancrustacea | « Crustacea » +Hexapoda                                                                                    |
|              | « Crustacea » +Hexapoda                                                                                    |

|              | Myriapoda               |
|              |                         |
| Pancrustacea | « Crustacea » +Hexapoda |
|              | « Crustacea » +Hexapoda |

|              | †Euthycarcinoidea                                                                                          |
|              | |
|              | \| \| Myriapoda \| \| \| \| \| Pancrustacea \| « Crustacea » +Hexapoda \| \| \| « Crustacea » +Hexapoda \| |
|              | |
|              | Myriapoda                                                                                                  |
|              | |
| Pancrustacea | « Crustacea » +Hexapoda                                                                                    |
|              | « Crustacea » +Hexapoda                                                                                    |

|              | Myriapoda               |
|              |                         |
| Pancrustacea | « Crustacea » +Hexapoda |
|              | « Crustacea » +Hexapoda |

|              | †Euthycarcinoidea                                                                                          |
|              | |
|              | \| \| Myriapoda \| \| \| \| \| Pancrustacea \| « Crustacea » +Hexapoda \| \| \| « Crustacea » +Hexapoda \| |
|              | |
|              | Myriapoda                                                                                                  |
|              | |
| Pancrustacea | « Crustacea » +Hexapoda                                                                                    |
|              | « Crustacea » +Hexapoda                                                                                    |

|              | Myriapoda               |
|              |                         |
| Pancrustacea | « Crustacea » +Hexapoda |
|              | « Crustacea » +Hexapoda |

|              | †Euthycarcinoidea                                                                                          |
|              | |
|              | \| \| Myriapoda \| \| \| \| \| Pancrustacea \| « Crustacea » +Hexapoda \| \| \| « Crustacea » +Hexapoda \| |
|              | |
|              | Myriapoda                                                                                                  |
|              | |
| Pancrustacea | « Crustacea » +Hexapoda                                                                                    |
|              | « Crustacea » +Hexapoda                                                                                    |

|              | Myriapoda               |
|              |                         |
| Pancrustacea | « Crustacea » +Hexapoda |
|              | « Crustacea » +Hexapoda |

|              | †Euthycarcinoidea                                                                                          |
|              | |
|              | \| \| Myriapoda \| \| \| \| \| Pancrustacea \| « Crustacea » +Hexapoda \| \| \| « Crustacea » +Hexapoda \| |
|              | |
|              | Myriapoda                                                                                                  |
|              | |
| Pancrustacea | « Crustacea » +Hexapoda                                                                                    |
|              | « Crustacea » +Hexapoda                                                                                    |

|              | Myriapoda               |
|              |                         |
| Pancrustacea | « Crustacea » +Hexapoda |
|              | « Crustacea » +Hexapoda |

|              | †Euthycarcinoidea                                                                                          |
|              | |
|              | \| \| Myriapoda \| \| \| \| \| Pancrustacea \| « Crustacea » +Hexapoda \| \| \| « Crustacea » +Hexapoda \| |
|              | |
|              | Myriapoda                                                                                                  |
|              | |
| Pancrustacea | « Crustacea » +Hexapoda                                                                                    |
|              | « Crustacea » +Hexapoda                                                                                    |

|              | Myriapoda               |
|              |                         |
| Pancrustacea | « Crustacea » +Hexapoda |
|              | « Crustacea » +Hexapoda |

|              | †Euthycarcinoidea                                                                                          |
|              | |
|              | \| \| Myriapoda \| \| \| \| \| Pancrustacea \| « Crustacea » +Hexapoda \| \| \| « Crustacea » +Hexapoda \| |
|              | |
|              | Myriapoda                                                                                                  |
|              | |
| Pancrustacea | « Crustacea » +Hexapoda                                                                                    |
|              | « Crustacea » +Hexapoda                                                                                    |

|              | Myriapoda               |
|              |                         |
| Pancrustacea | « Crustacea » +Hexapoda |
|              | « Crustacea » +Hexapoda |

|              | †Euthycarcinoidea                                                                                          |
|              | |
|              | \| \| Myriapoda \| \| \| \| \| Pancrustacea \| « Crustacea » +Hexapoda \| \| \| « Crustacea » +Hexapoda \| |
|              | |
|              | Myriapoda                                                                                                  |
|              | |
| Pancrustacea | « Crustacea » +Hexapoda                                                                                    |
|              | « Crustacea » +Hexapoda                                                                                    |

|              | Myriapoda               |
|              |                         |
| Pancrustacea | « Crustacea » +Hexapoda |
|              | « Crustacea » +Hexapoda |

|              | †Euthycarcinoidea                                                                                          |
|              | |
|              | \| \| Myriapoda \| \| \| \| \| Pancrustacea \| « Crustacea » +Hexapoda \| \| \| « Crustacea » +Hexapoda \| |
|              | |
|              | Myriapoda                                                                                                  |
|              | |
| Pancrustacea | « Crustacea » +Hexapoda                                                                                    |
|              | « Crustacea » +Hexapoda                                                                                    |

|              | Myriapoda               |
|              |                         |
| Pancrustacea | « Crustacea » +Hexapoda |
|              | « Crustacea » +Hexapoda |

|              | †Euthycarcinoidea                                                                                          |
|              | |
|              | \| \| Myriapoda \| \| \| \| \| Pancrustacea \| « Crustacea » +Hexapoda \| \| \| « Crustacea » +Hexapoda \| |
|              | |
|              | Myriapoda                                                                                                  |
|              | |
| Pancrustacea | « Crustacea » +Hexapoda                                                                                    |
|              | « Crustacea » +Hexapoda                                                                                    |

|              | Myriapoda               |
|              |                         |
| Pancrustacea | « Crustacea » +Hexapoda |
|              | « Crustacea » +Hexapoda |

|              | †Euthycarcinoidea                                                                                          |
|              | |
|              | \| \| Myriapoda \| \| \| \| \| Pancrustacea \| « Crustacea » +Hexapoda \| \| \| « Crustacea » +Hexapoda \| |
|              | |
|              | Myriapoda                                                                                                  |
|              | |
| Pancrustacea | « Crustacea » +Hexapoda                                                                                    |
|              | « Crustacea » +Hexapoda                                                                                    |

|              | Myriapoda               |
|              |                         |
| Pancrustacea | « Crustacea » +Hexapoda |
|              | « Crustacea » +Hexapoda |

|              | †Euthycarcinoidea                                                                                          |
|              | |
|              | \| \| Myriapoda \| \| \| \| \| Pancrustacea \| « Crustacea » +Hexapoda \| \| \| « Crustacea » +Hexapoda \| |
|              | |
|              | Myriapoda                                                                                                  |
|              | |
| Pancrustacea | « Crustacea » +Hexapoda                                                                                    |
|              | « Crustacea » +Hexapoda                                                                                    |

|              | Myriapoda               |
|              |                         |
| Pancrustacea | « Crustacea » +Hexapoda |
|              | « Crustacea » +Hexapoda |

|              | †Euthycarcinoidea                                                                                          |
|              | |
|              | \| \| Myriapoda \| \| \| \| \| Pancrustacea \| « Crustacea » +Hexapoda \| \| \| « Crustacea » +Hexapoda \| |
|              | |
|              | Myriapoda                                                                                                  |
|              | |
| Pancrustacea | « Crustacea » +Hexapoda                                                                                    |
|              | « Crustacea » +Hexapoda                                                                                    |

|              | Myriapoda               |
|              |                         |
| Pancrustacea | « Crustacea » +Hexapoda |
|              | « Crustacea » +Hexapoda |

|              | †Euthycarcinoidea                                                                                          |
|              | |
|              | \| \| Myriapoda \| \| \| \| \| Pancrustacea \| « Crustacea » +Hexapoda \| \| \| « Crustacea » +Hexapoda \| |
|              | |
|              | Myriapoda                                                                                                  |
|              | |
| Pancrustacea | « Crustacea » +Hexapoda                                                                                    |
|              | « Crustacea » +Hexapoda                                                                                    |

|              | Myriapoda               |
|              |                         |
| Pancrustacea | « Crustacea » +Hexapoda |
|              | « Crustacea » +Hexapoda |

|              | †Euthycarcinoidea                                                                                          |
|              | |
|              | \| \| Myriapoda \| \| \| \| \| Pancrustacea \| « Crustacea » +Hexapoda \| \| \| « Crustacea » +Hexapoda \| |
|              | |
|              | Myriapoda                                                                                                  |
|              | |
| Pancrustacea | « Crustacea » +Hexapoda                                                                                    |
|              | « Crustacea » +Hexapoda                                                                                    |

|              | Myriapoda               |
|              |                         |
| Pancrustacea | « Crustacea » +Hexapoda |
|              | « Crustacea » +Hexapoda |

|              | †Euthycarcinoidea                                                                                          |
|              | |
|              | \| \| Myriapoda \| \| \| \| \| Pancrustacea \| « Crustacea » +Hexapoda \| \| \| « Crustacea » +Hexapoda \| |
|              | |
|              | Myriapoda                                                                                                  |
|              | |
| Pancrustacea | « Crustacea » +Hexapoda                                                                                    |
|              | « Crustacea » +Hexapoda                                                                                    |

|              | Myriapoda               |
|              |                         |
| Pancrustacea | « Crustacea » +Hexapoda |
|              | « Crustacea » +Hexapoda |

|              | †Euthycarcinoidea                                                                                          |
|              | |
|              | \| \| Myriapoda \| \| \| \| \| Pancrustacea \| « Crustacea » +Hexapoda \| \| \| « Crustacea » +Hexapoda \| |
|              | |
|              | Myriapoda                                                                                                  |
|              | |
| Pancrustacea | « Crustacea » +Hexapoda                                                                                    |
|              | « Crustacea » +Hexapoda                                                                                    |

|              | Myriapoda               |
|              |                         |
| Pancrustacea | « Crustacea » +Hexapoda |
|              | « Crustacea » +Hexapoda |

|              | †Euthycarcinoidea                                                                                          |
|              | |
|              | \| \| Myriapoda \| \| \| \| \| Pancrustacea \| « Crustacea » +Hexapoda \| \| \| « Crustacea » +Hexapoda \| |
|              | |
|              | Myriapoda                                                                                                  |
|              | |
| Pancrustacea | « Crustacea » +Hexapoda                                                                                    |
|              | « Crustacea » +Hexapoda                                                                                    |

|              | Myriapoda               |
|              |                         |
| Pancrustacea | « Crustacea » +Hexapoda |
|              | « Crustacea » +Hexapoda |

|              | †Euthycarcinoidea                                                                                          |
|              | |
|              | \| \| Myriapoda \| \| \| \| \| Pancrustacea \| « Crustacea » +Hexapoda \| \| \| « Crustacea » +Hexapoda \| |
|              | |
|              | Myriapoda                                                                                                  |
|              | |
| Pancrustacea | « Crustacea » +Hexapoda                                                                                    |
|              | « Crustacea » +Hexapoda                                                                                    |

|              | Myriapoda               |
|              |                         |
| Pancrustacea | « Crustacea » +Hexapoda |
|              | « Crustacea » +Hexapoda |

|              | †Euthycarcinoidea                                                                                          |
|              | |
|              | \| \| Myriapoda \| \| \| \| \| Pancrustacea \| « Crustacea » +Hexapoda \| \| \| « Crustacea » +Hexapoda \| |
|              | |
|              | Myriapoda                                                                                                  |
|              | |
| Pancrustacea | « Crustacea » +Hexapoda                                                                                    |
|              | « Crustacea » +Hexapoda                                                                                    |

|              | Myriapoda               |
|              |                         |
| Pancrustacea | « Crustacea » +Hexapoda |
|              | « Crustacea » +Hexapoda |

|              | †Euthycarcinoidea                                                                                          |
|              | |
|              | \| \| Myriapoda \| \| \| \| \| Pancrustacea \| « Crustacea » +Hexapoda \| \| \| « Crustacea » +Hexapoda \| |
|              | |
|              | Myriapoda                                                                                                  |
|              | |
| Pancrustacea | « Crustacea » +Hexapoda                                                                                    |
|              | « Crustacea » +Hexapoda                                                                                    |

|              | Myriapoda               |
|              |                         |
| Pancrustacea | « Crustacea » +Hexapoda |
|              | « Crustacea » +Hexapoda |

|              | †Euthycarcinoidea                                                                                          |
|              | |
|              | \| \| Myriapoda \| \| \| \| \| Pancrustacea \| « Crustacea » +Hexapoda \| \| \| « Crustacea » +Hexapoda \| |
|              | |
|              | Myriapoda                                                                                                  |
|              | |
| Pancrustacea | « Crustacea » +Hexapoda                                                                                    |
|              | « Crustacea » +Hexapoda                                                                                    |

|              | Myriapoda               |
|              |                         |
| Pancrustacea | « Crustacea » +Hexapoda |
|              | « Crustacea » +Hexapoda |

|              | †Euthycarcinoidea                                                                                          |
|              | |
|              | \| \| Myriapoda \| \| \| \| \| Pancrustacea \| « Crustacea » +Hexapoda \| \| \| « Crustacea » +Hexapoda \| |
|              | |
|              | Myriapoda                                                                                                  |
|              | |
| Pancrustacea | « Crustacea » +Hexapoda                                                                                    |
|              | « Crustacea » +Hexapoda                                                                                    |

|              | Myriapoda               |
|              |                         |
| Pancrustacea | « Crustacea » +Hexapoda |
|              | « Crustacea » +Hexapoda |

|              | †Euthycarcinoidea                                                                                          |
|              | |
|              | \| \| Myriapoda \| \| \| \| \| Pancrustacea \| « Crustacea » +Hexapoda \| \| \| « Crustacea » +Hexapoda \| |
|              | |
|              | Myriapoda                                                                                                  |
|              | |
| Pancrustacea | « Crustacea » +Hexapoda                                                                                    |
|              | « Crustacea » +Hexapoda                                                                                    |

|              | Myriapoda               |
|              |                         |
| Pancrustacea | « Crustacea » +Hexapoda |
|              | « Crustacea » +Hexapoda |

|              | †Euthycarcinoidea                                                                                          |
|              | |
|              | \| \| Myriapoda \| \| \| \| \| Pancrustacea \| « Crustacea » +Hexapoda \| \| \| « Crustacea » +Hexapoda \| |
|              | |
|              | Myriapoda                                                                                                  |
|              | |
| Pancrustacea | « Crustacea » +Hexapoda                                                                                    |
|              | « Crustacea » +Hexapoda                                                                                    |

|              | Myriapoda               |
|              |                         |
| Pancrustacea | « Crustacea » +Hexapoda |
|              | « Crustacea » +Hexapoda |

|              | †Euthycarcinoidea                                                                                          |
|              | |
|              | \| \| Myriapoda \| \| \| \| \| Pancrustacea \| « Crustacea » +Hexapoda \| \| \| « Crustacea » +Hexapoda \| |
|              | |
|              | Myriapoda                                                                                                  |
|              | |
| Pancrustacea | « Crustacea » +Hexapoda                                                                                    |
|              | « Crustacea » +Hexapoda                                                                                    |

|              | Myriapoda               |
|              |                         |
| Pancrustacea | « Crustacea » +Hexapoda |
|              | « Crustacea » +Hexapoda |

|              | †Euthycarcinoidea                                                                                          |
|              | |
|              | \| \| Myriapoda \| \| \| \| \| Pancrustacea \| « Crustacea » +Hexapoda \| \| \| « Crustacea » +Hexapoda \| |
|              | |
|              | Myriapoda                                                                                                  |
|              | |
| Pancrustacea | « Crustacea » +Hexapoda                                                                                    |
|              | « Crustacea » +Hexapoda                                                                                    |

|              | Myriapoda               |
|              |                         |
| Pancrustacea | « Crustacea » +Hexapoda |
|              | « Crustacea » +Hexapoda |

|              | †Euthycarcinoidea                                                                                          |
|              | |
|              | \| \| Myriapoda \| \| \| \| \| Pancrustacea \| « Crustacea » +Hexapoda \| \| \| « Crustacea » +Hexapoda \| |
|              | |
|              | Myriapoda                                                                                                  |
|              | |
| Pancrustacea | « Crustacea » +Hexapoda                                                                                    |
|              | « Crustacea » +Hexapoda                                                                                    |

|              | Myriapoda               |
|              |                         |
| Pancrustacea | « Crustacea » +Hexapoda |
|              | « Crustacea » +Hexapoda |

|              | †Euthycarcinoidea                                                                                          |
|              | |
|              | \| \| Myriapoda \| \| \| \| \| Pancrustacea \| « Crustacea » +Hexapoda \| \| \| « Crustacea » +Hexapoda \| |
|              | |
|              | Myriapoda                                                                                                  |
|              | |
| Pancrustacea | « Crustacea » +Hexapoda                                                                                    |
|              | « Crustacea » +Hexapoda                                                                                    |

|              | Myriapoda               |
|              |                         |
| Pancrustacea | « Crustacea » +Hexapoda |
|              | « Crustacea » +Hexapoda |

|              | †Euthycarcinoidea                                                                                          |
|              | |
|              | \| \| Myriapoda \| \| \| \| \| Pancrustacea \| « Crustacea » +Hexapoda \| \| \| « Crustacea » +Hexapoda \| |
|              | |
|              | Myriapoda                                                                                                  |
|              | |
| Pancrustacea | « Crustacea » +Hexapoda                                                                                    |
|              | « Crustacea » +Hexapoda                                                                                    |

|              | Myriapoda               |
|              |                         |
| Pancrustacea | « Crustacea » +Hexapoda |
|              | « Crustacea » +Hexapoda |

|              | †Euthycarcinoidea                                                                                          |
|              | |
|              | \| \| Myriapoda \| \| \| \| \| Pancrustacea \| « Crustacea » +Hexapoda \| \| \| « Crustacea » +Hexapoda \| |
|              | |
|              | Myriapoda                                                                                                  |
|              | |
| Pancrustacea | « Crustacea » +Hexapoda                                                                                    |
|              | « Crustacea » +Hexapoda                                                                                    |

|              | Myriapoda               |
|              |                         |
| Pancrustacea | « Crustacea » +Hexapoda |
|              | « Crustacea » +Hexapoda |

|              | †Euthycarcinoidea                                                                                          |
|              | |
|              | \| \| Myriapoda \| \| \| \| \| Pancrustacea \| « Crustacea » +Hexapoda \| \| \| « Crustacea » +Hexapoda \| |
|              | |
|              | Myriapoda                                                                                                  |
|              | |
| Pancrustacea | « Crustacea » +Hexapoda                                                                                    |
|              | « Crustacea » +Hexapoda                                                                                    |

|              | Myriapoda               |
|              |                         |
| Pancrustacea | « Crustacea » +Hexapoda |
|              | « Crustacea » +Hexapoda |

|              | †Euthycarcinoidea                                                                                          |
|              | |
|              | \| \| Myriapoda \| \| \| \| \| Pancrustacea \| « Crustacea » +Hexapoda \| \| \| « Crustacea » +Hexapoda \| |
|              | |
|              | Myriapoda                                                                                                  |
|              | |
| Pancrustacea | « Crustacea » +Hexapoda                                                                                    |
|              | « Crustacea » +Hexapoda                                                                                    |

|              | Myriapoda               |
|              |                         |
| Pancrustacea | « Crustacea » +Hexapoda |
|              | « Crustacea » +Hexapoda |

|              | †Euthycarcinoidea                                                                                          |
|              | |
|              | \| \| Myriapoda \| \| \| \| \| Pancrustacea \| « Crustacea » +Hexapoda \| \| \| « Crustacea » +Hexapoda \| |
|              | |
|              | Myriapoda                                                                                                  |
|              | |
| Pancrustacea | « Crustacea » +Hexapoda                                                                                    |
|              | « Crustacea » +Hexapoda                                                                                    |

|              | Myriapoda               |
|              |                         |
| Pancrustacea | « Crustacea » +Hexapoda |
|              | « Crustacea » +Hexapoda |

|              | †Euthycarcinoidea                                                                                          |
|              | |
|              | \| \| Myriapoda \| \| \| \| \| Pancrustacea \| « Crustacea » +Hexapoda \| \| \| « Crustacea » +Hexapoda \| |
|              | |
|              | Myriapoda                                                                                                  |
|              | |
| Pancrustacea | « Crustacea » +Hexapoda                                                                                    |
|              | « Crustacea » +Hexapoda                                                                                    |

|              | Myriapoda               |
|              |                         |
| Pancrustacea | « Crustacea » +Hexapoda |
|              | « Crustacea » +Hexapoda |

|              | †Euthycarcinoidea                                                                                          |
|              | |
|              | \| \| Myriapoda \| \| \| \| \| Pancrustacea \| « Crustacea » +Hexapoda \| \| \| « Crustacea » +Hexapoda \| |
|              | |
|              | Myriapoda                                                                                                  |
|              | |
| Pancrustacea | « Crustacea » +Hexapoda                                                                                    |
|              | « Crustacea » +Hexapoda                                                                                    |

|              | Myriapoda               |
|              |                         |
| Pancrustacea | « Crustacea » +Hexapoda |
|              | « Crustacea » +Hexapoda |

|              | †Euthycarcinoidea                                                                                          |
|              | |
|              | \| \| Myriapoda \| \| \| \| \| Pancrustacea \| « Crustacea » +Hexapoda \| \| \| « Crustacea » +Hexapoda \| |
|              | |
|              | Myriapoda                                                                                                  |
|              | |
| Pancrustacea | « Crustacea » +Hexapoda                                                                                    |
|              | « Crustacea » +Hexapoda                                                                                    |

|              | Myriapoda               |
|              |                         |
| Pancrustacea | « Crustacea » +Hexapoda |
|              | « Crustacea » +Hexapoda |

|              | †Euthycarcinoidea                                                                                          |
|              | |
|              | \| \| Myriapoda \| \| \| \| \| Pancrustacea \| « Crustacea » +Hexapoda \| \| \| « Crustacea » +Hexapoda \| |
|              | |
|              | Myriapoda                                                                                                  |
|              | |
| Pancrustacea | « Crustacea » +Hexapoda                                                                                    |
|              | « Crustacea » +Hexapoda                                                                                    |

|              | Myriapoda               |
|              |                         |
| Pancrustacea | « Crustacea » +Hexapoda |
|              | « Crustacea » +Hexapoda |

|              | †Euthycarcinoidea                                                                                          |
|              | |
|              | \| \| Myriapoda \| \| \| \| \| Pancrustacea \| « Crustacea » +Hexapoda \| \| \| « Crustacea » +Hexapoda \| |
|              | |
|              | Myriapoda                                                                                                  |
|              | |
| Pancrustacea | « Crustacea » +Hexapoda                                                                                    |
|              | « Crustacea » +Hexapoda                                                                                    |

|              | Myriapoda               |
|              |                         |
| Pancrustacea | « Crustacea » +Hexapoda |
|              | « Crustacea » +Hexapoda |

|              | †Euthycarcinoidea                                                                                          |
|              | |
|              | \| \| Myriapoda \| \| \| \| \| Pancrustacea \| « Crustacea » +Hexapoda \| \| \| « Crustacea » +Hexapoda \| |
|              | |
|              | Myriapoda                                                                                                  |
|              | |
| Pancrustacea | « Crustacea » +Hexapoda                                                                                    |
|              | « Crustacea » +Hexapoda                                                                                    |

|              | Myriapoda               |
|              |                         |
| Pancrustacea | « Crustacea » +Hexapoda |
|              | « Crustacea » +Hexapoda |

|              | †Euthycarcinoidea                                                                                          |
|              | |
|              | \| \| Myriapoda \| \| \| \| \| Pancrustacea \| « Crustacea » +Hexapoda \| \| \| « Crustacea » +Hexapoda \| |
|              | |
|              | Myriapoda                                                                                                  |
|              | |
| Pancrustacea | « Crustacea » +Hexapoda                                                                                    |
|              | « Crustacea » +Hexapoda                                                                                    |

|              | Myriapoda               |
|              |                         |
| Pancrustacea | « Crustacea » +Hexapoda |
|              | « Crustacea » +Hexapoda |

|              | †Euthycarcinoidea                                                                                          |
|              | |
|              | \| \| Myriapoda \| \| \| \| \| Pancrustacea \| « Crustacea » +Hexapoda \| \| \| « Crustacea » +Hexapoda \| |
|              | |
|              | Myriapoda                                                                                                  |
|              | |
| Pancrustacea | « Crustacea » +Hexapoda                                                                                    |
|              | « Crustacea » +Hexapoda                                                                                    |

|              | Myriapoda               |
|              |                         |
| Pancrustacea | « Crustacea » +Hexapoda |
|              | « Crustacea » +Hexapoda |

|              | †Euthycarcinoidea                                                                                          |
|              | |
|              | \| \| Myriapoda \| \| \| \| \| Pancrustacea \| « Crustacea » +Hexapoda \| \| \| « Crustacea » +Hexapoda \| |
|              | |
|              | Myriapoda                                                                                                  |
|              | |
| Pancrustacea | « Crustacea » +Hexapoda                                                                                    |
|              | « Crustacea » +Hexapoda                                                                                    |

|              | Myriapoda               |
|              |                         |
| Pancrustacea | « Crustacea » +Hexapoda |
|              | « Crustacea » +Hexapoda |

|              | †Euthycarcinoidea                                                                                          |
|              | |
|              | \| \| Myriapoda \| \| \| \| \| Pancrustacea \| « Crustacea » +Hexapoda \| \| \| « Crustacea » +Hexapoda \| |
|              | |
|              | Myriapoda                                                                                                  |
|              | |
| Pancrustacea | « Crustacea » +Hexapoda                                                                                    |
|              | « Crustacea » +Hexapoda                                                                                    |

|              | Myriapoda               |
|              |                         |
| Pancrustacea | « Crustacea » +Hexapoda |
|              | « Crustacea » +Hexapoda |

|              | †Euthycarcinoidea                                                                                          |
|              | |
|              | \| \| Myriapoda \| \| \| \| \| Pancrustacea \| « Crustacea » +Hexapoda \| \| \| « Crustacea » +Hexapoda \| |
|              | |
|              | Myriapoda                                                                                                  |
|              | |
| Pancrustacea | « Crustacea » +Hexapoda                                                                                    |
|              | « Crustacea » +Hexapoda                                                                                    |

|              | Myriapoda               |
|              |                         |
| Pancrustacea | « Crustacea » +Hexapoda |
|              | « Crustacea » +Hexapoda |

|              | †Euthycarcinoidea                                                                                          |
|              | |
|              | \| \| Myriapoda \| \| \| \| \| Pancrustacea \| « Crustacea » +Hexapoda \| \| \| « Crustacea » +Hexapoda \| |
|              | |
|              | Myriapoda                                                                                                  |
|              | |
| Pancrustacea | « Crustacea » +Hexapoda                                                                                    |
|              | « Crustacea » +Hexapoda                                                                                    |

|              | Myriapoda               |
|              |                         |
| Pancrustacea | « Crustacea » +Hexapoda |
|              | « Crustacea » +Hexapoda |

|              | †Euthycarcinoidea                                                                                          |
|              | |
|              | \| \| Myriapoda \| \| \| \| \| Pancrustacea \| « Crustacea » +Hexapoda \| \| \| « Crustacea » +Hexapoda \| |
|              | |
|              | Myriapoda                                                                                                  |
|              | |
| Pancrustacea | « Crustacea » +Hexapoda                                                                                    |
|              | « Crustacea » +Hexapoda                                                                                    |

|              | Myriapoda               |
|              |                         |
| Pancrustacea | « Crustacea » +Hexapoda |
|              | « Crustacea » +Hexapoda |

|              | †Euthycarcinoidea                                                                                          |
|              | |
|              | \| \| Myriapoda \| \| \| \| \| Pancrustacea \| « Crustacea » +Hexapoda \| \| \| « Crustacea » +Hexapoda \| |
|              | |
|              | Myriapoda                                                                                                  |
|              | |
| Pancrustacea | « Crustacea » +Hexapoda                                                                                    |
|              | « Crustacea » +Hexapoda                                                                                    |

|              | Myriapoda               |
|              |                         |
| Pancrustacea | « Crustacea » +Hexapoda |
|              | « Crustacea » +Hexapoda |

|              | †Euthycarcinoidea                                                                                          |
|              | |
|              | \| \| Myriapoda \| \| \| \| \| Pancrustacea \| « Crustacea » +Hexapoda \| \| \| « Crustacea » +Hexapoda \| |
|              | |
|              | Myriapoda                                                                                                  |
|              | |
| Pancrustacea | « Crustacea » +Hexapoda                                                                                    |
|              | « Crustacea » +Hexapoda                                                                                    |

|              | Myriapoda               |
|              |                         |
| Pancrustacea | « Crustacea » +Hexapoda |
|              | « Crustacea » +Hexapoda |

|              | †Euthycarcinoidea                                                                                          |
|              | |
|              | \| \| Myriapoda \| \| \| \| \| Pancrustacea \| « Crustacea » +Hexapoda \| \| \| « Crustacea » +Hexapoda \| |
|              | |
|              | Myriapoda                                                                                                  |
|              | |
| Pancrustacea | « Crustacea » +Hexapoda                                                                                    |
|              | « Crustacea » +Hexapoda                                                                                    |

|              | Myriapoda               |
|              |                         |
| Pancrustacea | « Crustacea » +Hexapoda |
|              | « Crustacea » +Hexapoda |

|              | †Euthycarcinoidea                                                                                          |
|              | |
|              | \| \| Myriapoda \| \| \| \| \| Pancrustacea \| « Crustacea » +Hexapoda \| \| \| « Crustacea » +Hexapoda \| |
|              | |
|              | Myriapoda                                                                                                  |
|              | |
| Pancrustacea | « Crustacea » +Hexapoda                                                                                    |
|              | « Crustacea » +Hexapoda                                                                                    |

|              | Myriapoda               |
|              |                         |
| Pancrustacea | « Crustacea » +Hexapoda |
|              | « Crustacea » +Hexapoda |

|              | †Euthycarcinoidea                                                                                          |
|              | |
|              | \| \| Myriapoda \| \| \| \| \| Pancrustacea \| « Crustacea » +Hexapoda \| \| \| « Crustacea » +Hexapoda \| |
|              | |
|              | Myriapoda                                                                                                  |
|              | |
| Pancrustacea | « Crustacea » +Hexapoda                                                                                    |
|              | « Crustacea » +Hexapoda                                                                                    |

|              | Myriapoda               |
|              |                         |
| Pancrustacea | « Crustacea » +Hexapoda |
|              | « Crustacea » +Hexapoda |

## Écologie

### Arthropodes terrestres
Les arthropodes terrestres sont en grande partie des décomposeurs ou de petits prédateurs dépendant de ces décomposeurs ou d'autres décomposeurs (champignons notamment). Ils jouent un rôle très important dans les forêts. Au moins 79 % des arthropodes terrestres prédateurs consomment des proies relativement grandes en transformant leur cuticule épaisse par digestion extra-orale (exodigestion grâce à l'injection d'enzymes hydrolytiques).
Ils sont vulnérables à certains polluants (pesticides notamment) et sensibles à l'humidité du sol. Ils redoutent de longues inondations et sont  vulnérables aux épisodes de sècheresse : quand des arbres souffrent d'un stress hydriques importants, on observe une régression de l'ensemble des arthropodes vivant sous ces arbres (ainsi d'ailleurs que de la communauté mycorhizienne). Par exemple, dans une zone de sècheresse présentant un gradient de sévérité, on observe que la gravité du recul des communautés d'arthropodes sous des pins (Pinus edulis) est corrélée avec leurs symptômes en termes de retard de croissance ou de dépérissement. Les modèles tirés de l'observation confirment pour différentes espèces fondatrices de la forêt (ici du sud-ouest des États-Unis) que la sévérité du stress hydrique correspond à une sévérité des impacts sur les communautés des arbres avec un effondrement de la diversité en espèces et de l'abondance des arthropodes (huit à dix fois moins d'arthropodes dans les lieux qui ont le plus souffert). Remarque : dans ce cas, ce sont l'épaisseur des cernes et l'état du feuillage qui sont corrélés avec la qualité et quantité des populations d'arthropodes.
Les espèces ont répondu différemment au stress de la plante, mais la plupart ont été affectées négativement. Ces résultats laissent craindre une diminution de la diversité multitrophique et de la composition des communautés d'arthropodes en cas d'épisodes récurrents de sècheresse, avec de possibles effets en cascade sur d'autres taxons, la qualité et la résilience écologique des sols.